# Villarreal Club de Fútbol
El Villarreal Club de Fútbol, S. A.  D. es un club de fútbol español de la ciudad de Villarreal (Castellón) fundado el 10 de marzo de 1923, en la Comunidad Valenciana. Su primer equipo compite en LaLiga EA Sports. En la clasificación histórica del fútbol español ocupa el 15.º puesto, habiendo disputado 25 ediciones de la máxima competición de fútbol en España y 18 temporadas en Europa. Disputa sus encuentros en el Estadio de la Cerámica, que dispone de una capacidad para 22.000 espectadores.
Desde la década de 1940, la indumentaria del club se ha caracterizado por el color amarillo de su camiseta, y el equipo es conocido popularmente bajo el apodo de «Submarino Amarillo» o «Groguets». En 2002, se inauguraron las instalaciones de la Ciudad Deportiva José Manuel Llaneza, lugar donde entrena el primer equipo y las categorías inferiores.
En el plano nacional su mejor resultado ha sido el subcampeonato de liga en la temporada 2007-08. A nivel internacional ha ganado 3 títulos, la Copa Intertoto de la UEFA en dos ocasiones (2003 y 2004), y la Liga Europa de la UEFA en 2021, tras vencer en la final al Manchester United en penaltis. Es el equipo de una localidad con menos habitantes en lograr un título europeo desbancando de este récord al RKV Malinas de Bélgica en 1987-88. En la máxima categoría continental alcanzó las semifinales de la Liga de Campeones de la UEFA en dos ocasiones (2005-06 y 2021-22), proclamándose en la primera como el mejor equipo debutante de la competición. En diciembre de 2004, la Federación Internacional de Historia y Estadística de Fútbol (IFFHS) reconoció al Villarreal C. F. como el mejor equipo del mes a nivel mundial.

## Historia

### Antecedentes (1923-1942)
El 10 de marzo de 1923 se fundó el Club Deportivo Villarreal "para fomentar todos los deportes, especialmente el fútbol". El estadio se alquilaba por 60 pesetas al mes y el precio de las entradas se fijaba en media peseta para los hombres y un cuarto de peseta para los niños. Las mujeres tenían entrada gratuita. El 17 de junio de 1923, el Castellón, un rival moderno del club, jugó el primer partido contra el club que lleva el nombre de Miguel de Cervantes. El 21 de octubre de ese año, el Villarreal disputó el primer partido de su historia, jugando contra el Castellón. El Villarreal comenzó con una equipación de camisetas blancas y pantalones negros, lo que se refleja en su primer escudo.

### El club actual (1942)
Tras la desaparición del C. D. Villarreal, en 1942 se constituye un nuevo equipo, el Club Atlético Foghetecaz y se federa el 25 de agosto de 1947, cuando empieza a competir en categorías regionales, y se elige a Lorenzo Cardá Corbató como primer presidente de la sociedad y a José Ramos Nebot como secretario. El club inició su trayectoria desde las categorías más bajas del campeonato regional y debuta en competición oficial vistiendo camiseta amarilla y pantalón negro (aunque anteriormente, como equipo «no federado» siempre usó camiseta blanca). En 1950 cambia de nombre a Club Atlético Foghetecaz Villarreal (C. A. F. Villarreal) y en junio de 1954 a Villarreal Club de Fútbol.
En 1956, asciende por primera vez a Tercera División, manteniéndose en la categoría durante cinco campañas consecutivas, hasta 1961, momento en que desciende a Primera Regional. En 1967, regresa a Tercera División, proclamándose –tres años después– campeón de la misma, por lo que asciende a la Segunda División del fútbol español.
El Villarreal C. F. debutó en Segunda División en la temporada 1970-71, salvando la categoría al clasificarse en el puesto 16.º, pero descendiendo en la campaña siguiente al acabar 17.º. Durante los 25 años posteriores el equipo se mantiene siempre en categoría nacional (excepto la campaña 1976-77), consiguiendo ascender a 2.ª B en la temporada 1986-87. Tras un breve paso por Tercera en 1990-91, el equipo cosecha dos ascensos consecutivos que le permiten –20 años después– retornar a la Segunda División del fútbol español.
El 15 de mayo de 1997 Fernando Roig se convirtió en el máximo accionista y presidente del Villarreal C. F. y comenzó la mejor época de la historia del club. Durante cinco campañas continuadas, el Villarreal C. F. cosechó clasificaciones medio-bajas en la tabla de Segunda División, hasta que en la temporada 1997-98 acaba cuarto y se clasificó para la promoción de ascenso a Primera División: en la eliminatoria jugó contra la S. D. Compostela, donde empató los dos partidos (0-0 en la ida disputada en El Madrigal y 1-1 en la vuelta como visitante) y, por el criterio de desempate por goles en campo contrario, el Villarreal C. F. subió a Primera División por primera vez en su historia.

### Debut en Primera División y descenso (1998-99)
Debutó por primera vez en Primera División, el 31 de agosto de 1998 contra el Real Madrid en el Santiago Bernabéu, cayendo por un marcador de 4-1. Aun así, el Villarreal (al mando de José Antonio Irulegui) tuvo una buena primera vuelta de campeonato, destacando los triunfos sobre el U. D. Salamanca por 5-0 en El Madrigal y sobre el F. C. Barcelona de Louis van Gaal (1-3 en el Camp Nou). Sin embargo, la segunda vuelta de campeonato fue decepcionante para el club, pues tras ganar en el derbi valenciano al Valencia C. F. (1-0), el equipo no ganó ningún partido en 15 jornadas, lo que complicó sus opciones de seguir en Primera; en la penúltima jornada logró ganar ante el Racing de Santander (3-0) y en el último encuentro empató 2-2 con el C. F. Extremadura, ocupando finalmente el puesto 18.º de la temporada 1998-99. Destacaron en este equipo el rumano Gica Craioveanu y el portero Andrés Palop.
El club debió jugar la promoción de descenso ante el Sevilla  F. C., perdiendo por 0-2 en El Madrigal y 1-0 en Sevilla, despidiéndose así de la Primera División.

### Retorno a Primera y consolidación (1999-2004)
En la temporada 1999-2000 el club acaba en la tercera posición de Segunda División, tras C. A. Osasuna y la U. D. Las Palmas, logrando así volver a la máxima categoría del fútbol español; ésta fue la primera temporada en la cual ascendieron directamente los tres mejores clasificados de Segunda en detrimento de los tres peores de Primera.

#### 2000-2004

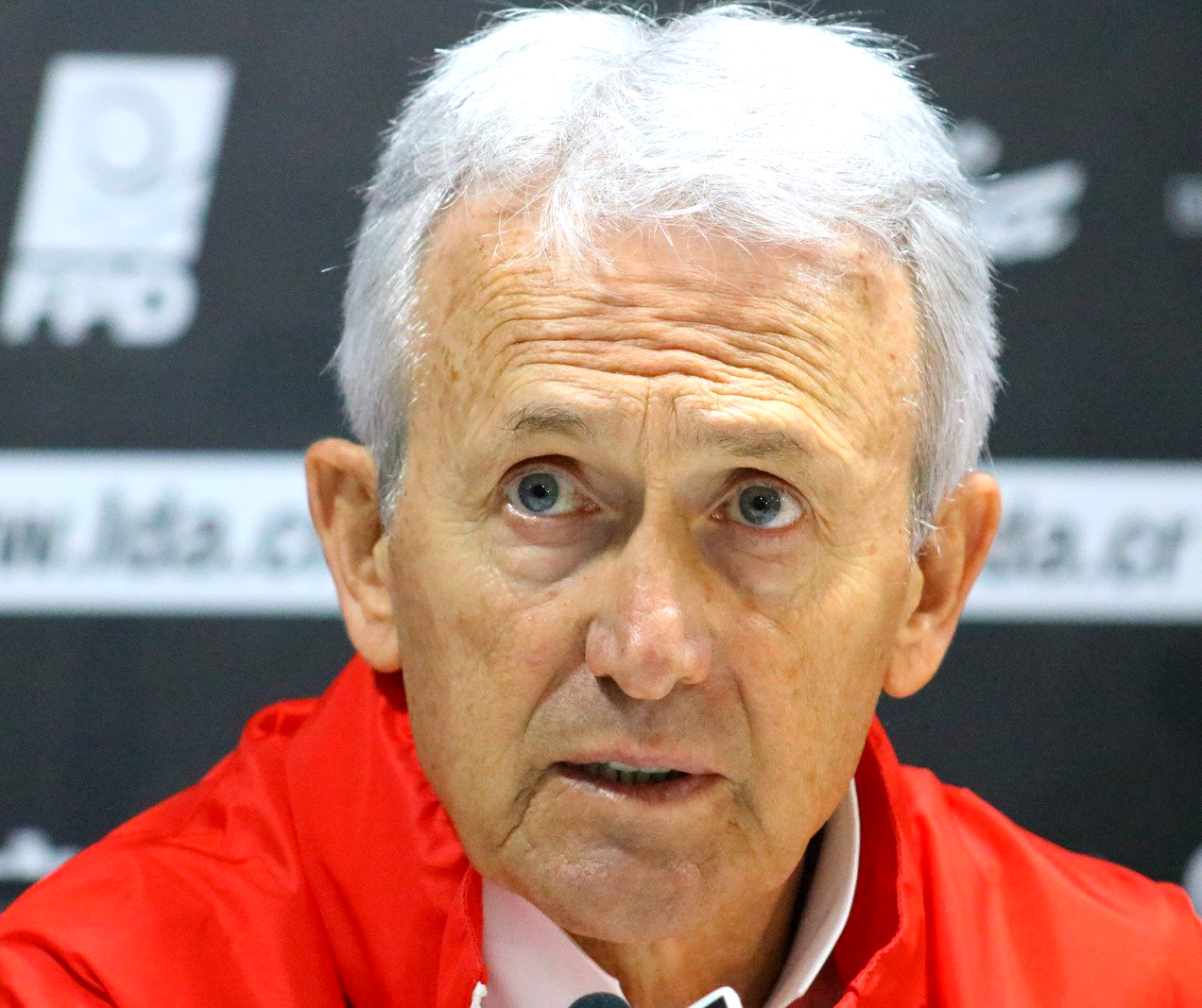
Benito Floro, entrenador del Villarreal entre 2002 y 2004.

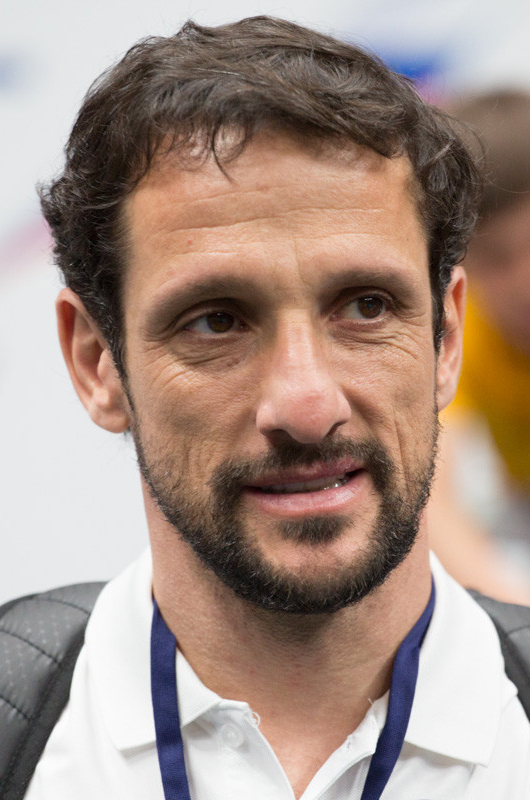
Juliano Belletti, jugador del Villarreal entre 2002 y 2004.

En las cuatro temporadas siguientes al último ascenso, el equipo combinó diversas posiciones en torno a la mitad de la tabla. En su retorno a Primera, realiza una buena campaña y acaba 7.º en liga. En la campaña siguiente concluye 15.º y el Villarreal disputó su primera competición internacional: la Copa Intertoto, que daba una plaza en la Copa de la UEFA, cayendo en una de las finales ante el Málaga C. F.. En la temporada 2002-03, el equipo nuevamente acabó 15.º en liga, pero la disputa de la Intertoto al término de la temporada les aupó como campeones de la misma (tras superar en la final al Sportclub Heerenveen neerlandés por 1-2 en la ida y 0-0 en El Madrigal), por lo que el Villarreal consiguió su primera clasificación para disputar la Copa de la UEFA.
Al año siguiente, se incorpora al club el jugador Juan Román Riquelme, que empieza a marcar un nuevo rumbo en la historia del equipo. En esa temporada el Villarreal acabó 8.º en liga y alcanzó las semifinales de la UEFA, perdiendo la eliminatoria ante su vecino y finalmente campeón Valencia C. F.. Sin embargo, en verano de 2004 el Villarreal vuelve a ganar la Copa Intertoto, clasificándose por segundo año para la Copa de la UEFA.
Junto a Riquelme en estas temporadas se incorporan nombres históricos al club: el argentino Rodolfo Arruabarrena, los españoles José Manuel Reina y Santi Cazorla o el brasileño Marcos Senna (quien luego obtendría nacionalidad española).

### Auge de la era Pellegrini (2004-2009)

#### Tercer puesto en la Liga 2004-05

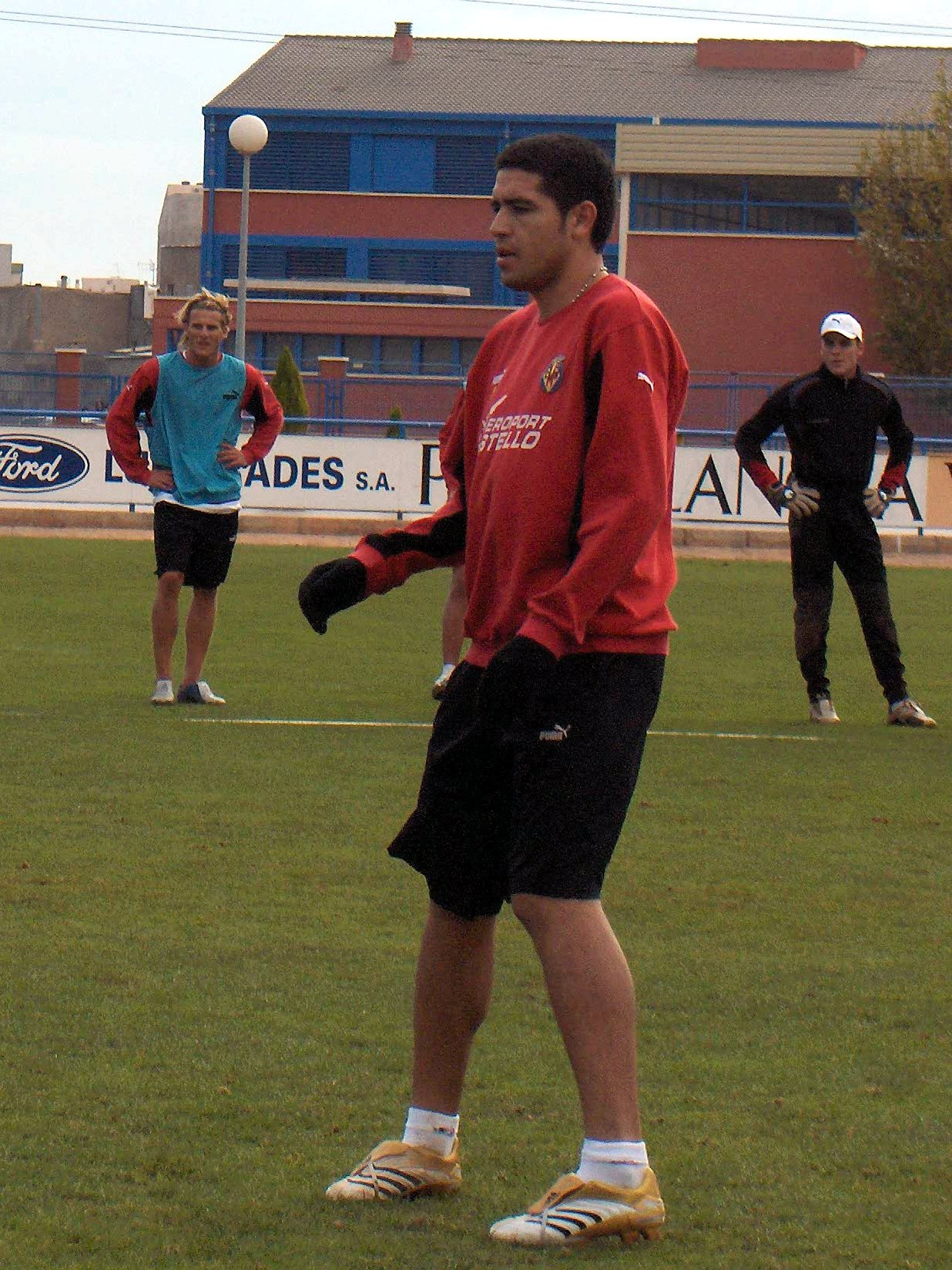
Riquelme entrenando para el Villareal junto a Diego Forlán. El argentino jugó en el Villarreal entre 2003 y 2007.

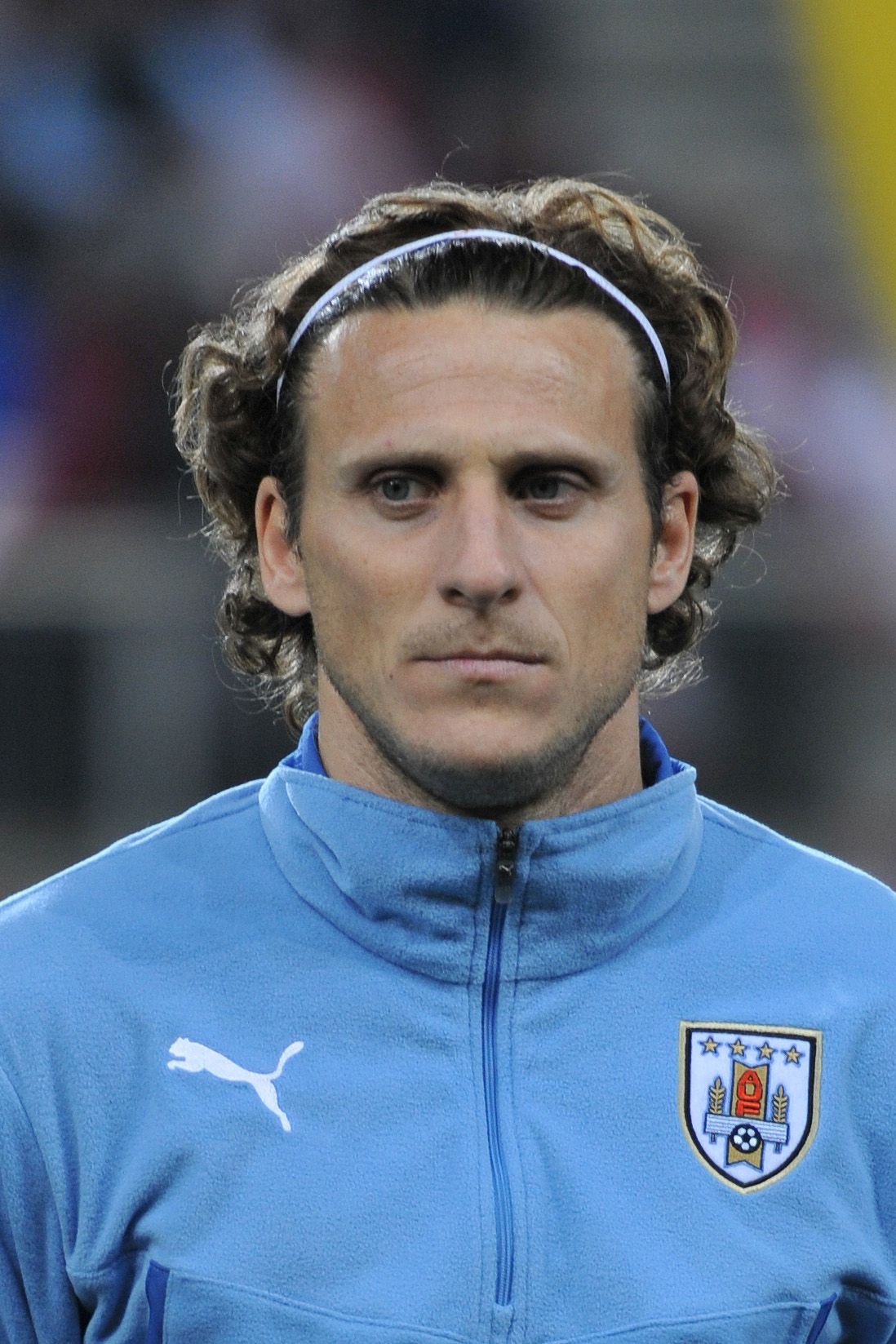
Diego Forlán logró el Trofeo Pichichi y la Bota de Oro en la temporada 2004-05. Jugó en el club entre 2004 y 2007.

En abril de 2004, el Villarreal ficha al entrenador chileno Manuel Pellegrini, procedente del River Plate argentino. Pellegrini toma las riendas del equipo en junio de dicho año de cara a la temporada 2004-05. Se incorporan nombres como el defensa argentino Gonzalo Rodríguez y el delantero uruguayo Diego Forlán. Bajo el mando de Pellegrini y tras una gran segunda vuelta de campeonato, el Submarino Amarillo logra el tercer puesto de la liga en la temporada 2004-05, solo por detrás del F. C. Barcelona y del Real Madrid, y con Diego Forlán como Pichichi de la temporada y Juan Román Riquelme como el mejor jugador del equipo. Gracias a estos logros el Villarreal fue nombrado mejor equipo del mundo en el mes de diciembre de 2004 por la IFFHS. De esta forma, el Villarreal consiguió la clasificación para la previa de la Liga de Campeones de la UEFA 2005-06.

#### Semifinalista de la Liga de Campeones 2005-06

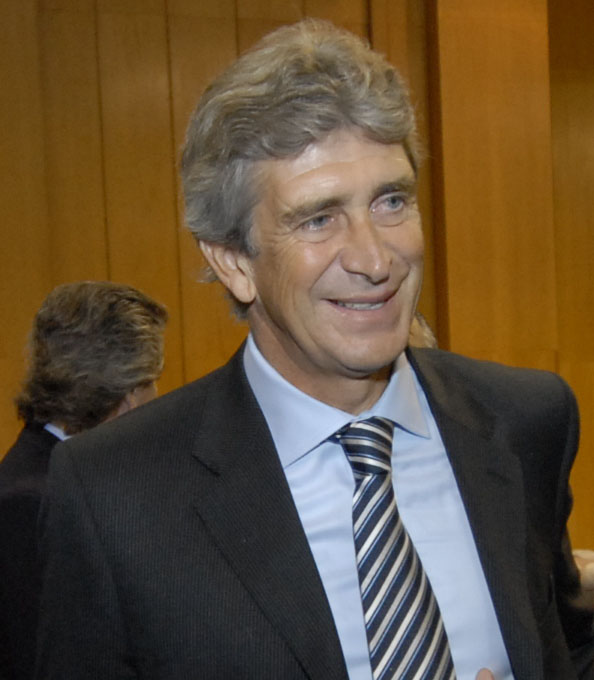
Manuel Pellegrini, entrenador del Villarreal entre 2004 y 2009.

En la fase previa de la Liga de Campeones 2005-06, el Villarreal elimina al Everton  F. C. inglés y accede a la fase de grupos de la máxima competición europea de clubes por primera vez en su historia. En la fase de grupos acaba invicto y se clasifica primero (contra todo pronóstico) por delante del S. L. Benfica, Lille OSC y Manchester United, superando las posteriores eliminatorias ante el Glasgow Rangers escocés y el Inter de Milán italiano. El sueño de la final fue frustrado por el Arsenal  F. C. que eliminó al "submarino" en semifinales tras la victoria del Arsenal en la ida, (1-0 en Highbury) y empatar sin goles la vuelta en El Madrigal (encuentro que pasó a la historia por el agónico penalti que Juan Román Riquelme falló en el descuento del partido).
Sin embargo, en la competición doméstica, el club acaba séptimo del campeonato, por lo que solo consigue clasificarse para la Copa Intertoto.

#### Quinto puesto en la Liga 2006-07
En el verano de 2006, el club disputa su cuarta final de la Copa Intertoto, cayendo contra el NK Maribor esloveno por un global de 2-3, lo cual le excluyó para jugar competiciones europeas en la temporada 2006-07. En esa misma temporada, las lesiones de gravedad de algunos jugadores y la marcha a mitad de temporada de Juan Román Riquelme desembocaron en una discreta primera vuelta del equipo, pero –entre otros factores– la recuperación de Pirès y los 19 goles de Forlán (quinto máximo goleador de Liga) permitieron cumplir con el objetivo de disputar competición europea sin pasar por la Intertoto. Es más, el Villarreal logra el hito de su mejor racha liguera y realiza una espectacular remontada en el tramo final del campeonato tras ganar de forma consecutiva los últimos ocho encuentros de liga, finalizando en quinto lugar y accediendo de forma directa a la Copa de la UEFA. Otro hecho importante en la Liga 2006-07 fue que el Villarreal logró, tras 8 temporadas, derrotar al único grande de España que se le resistía: en la jornada 20, venció en El Madrigal por 1-0 al Real Madrid con el gol de Marcos García, tras asistencia del jugador chileno Matías Fernández.

#### Subcampeonato de Liga 2007-08

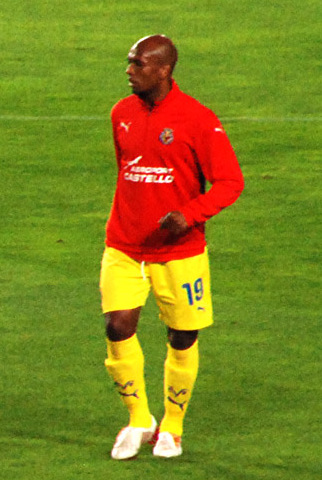
Marcos Senna, jugador del Villarreal entre 2002 y 2013.

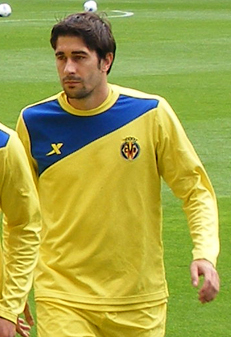
Cani, jugador del Villarreal entre 2006 y 2015.

Antes de comenzar la temporada 2007-08, se anuncia la partida de Diego Forlán al Atlético de Madrid y se incorporan dos importantes fichajes en el esquema del club: el delantero italiano Giuseppe Rossi y el portero español Diego López. La temporada 2007-08 se inicia con un balance de 17 victorias, 5 empates y 7 derrotas en 29 jornadas, firmando el mejor arranque liguero de la historia, con 56 puntos, a tan sólo 6 puntos del Real Madrid. En esa misma temporada, el Villarreal quedó subcampeón de la Liga española, por primera vez en su historia, a falta de dos jornadas, tras derrotar al Recreativo de Huelva, sumando entonces 77 puntos, quedando a 8 del campeón, Real Madrid, y con 10 sobre el tercero, el F. C. Barcelona, clasificándose así para la Liga de Campeones 2008-09, sin pasar por la fase previa de clasificación.
Paralelamente, el Villarreal disputa la Copa UEFA y es eliminado en dieciseisavos de final por el Zenit de San Petersburgo, equipo sorpresa del torneo y a la postre campeón, mientras que en la Copa del Rey cae eliminado en cuartos de final por el  F. C. Barcelona, en la mejor participación histórica del Villarreal en dicho torneo.

#### Quinto en Liga y cuartofinalista en Champions 2008-09

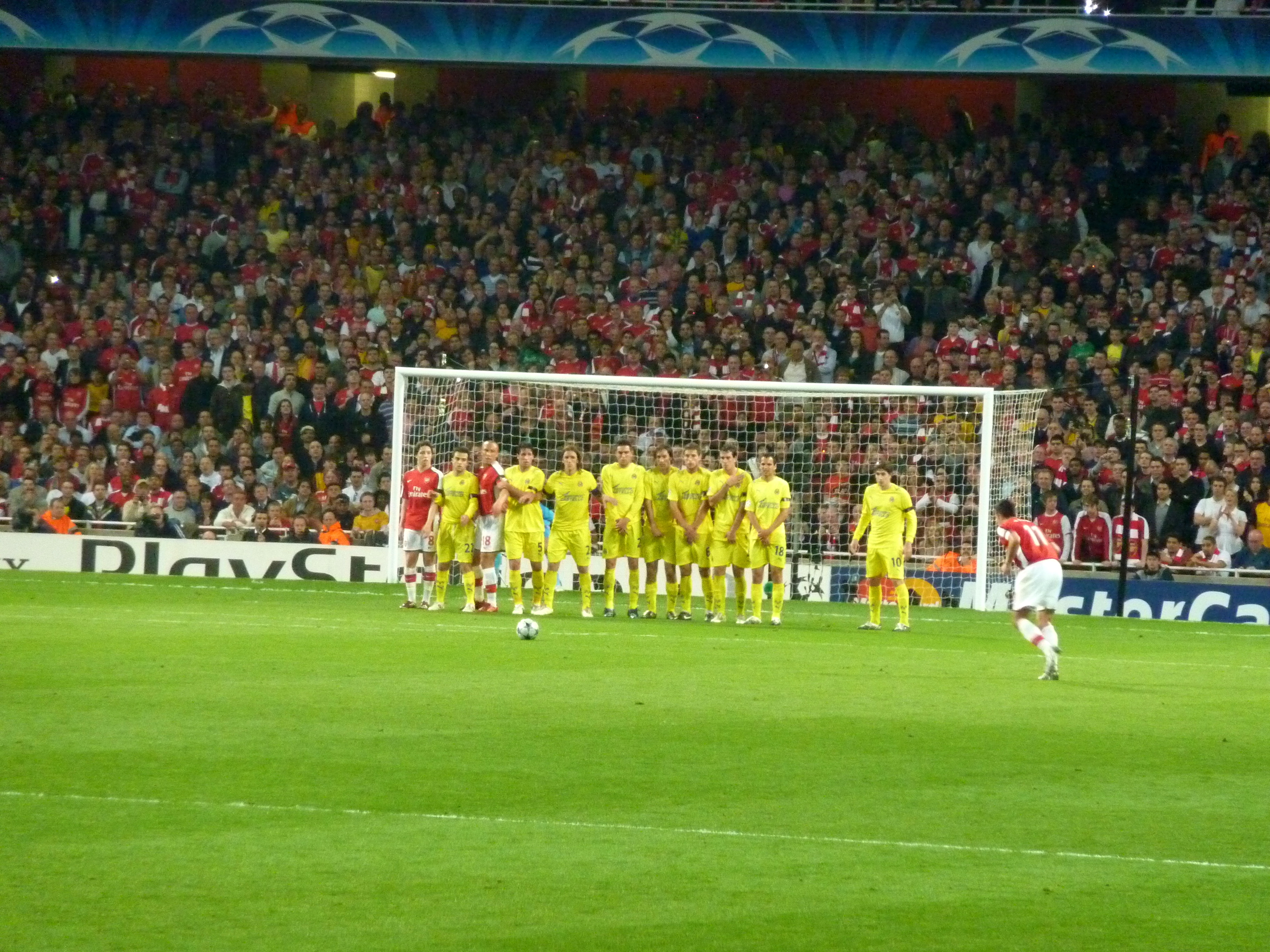
Partido disputado en 2009 entre el Arsenal Football Club y el Villarreal en la Champions League.

Durante las primeras 10 jornadas de la temporada 2008-2009, el Villarreal se mantiene entre los dos primeros puestos, hasta que un Barça imparable lo adelanta. Al término de la temporada el equipo acaba en 5..ª posición, con Joseba Llorente (incorporación del club para esta temporada), como máximo goleador del equipo con 17 tantos. Además, en la Liga de Campeones el Villarreal avanza hasta cuartos de final, donde su verdugo fue nuevamente el Arsenal  F. C. inglés, mientras que en la Copa del Rey es eliminado prematuramente por el Polideportivo Ejido, rival de Segunda División B, tras sufrir una escandalosa goleada de 5-0 en la ida y un 1-1 en la vuelta en El Madrigal.
Tras la liga 2008-2009, se anuncia la partida de Manuel Pellegrini para dirigir al Real Madrid, dejando en concreto un subcampeonato de Liga y una histórica participación internacional, con una semifinal y dos cuartos de final de la mano del técnico chileno.

### De la Champions al descenso (2009-2013)
El club vive en una etapa de reestructuración y prueba de ello es que su presupuesto descendió en tres años de los cien millones de euros a los setenta, cambiando su filosofía centrada en la llegada de futbolistas sudamericanos (Forlán, Riquelme, Diego Cagna, Arruabarrena, Palermo, Sorín, Godín o Ibagaza), por la atención preferente a la cantera. Durante estos tres años, el club pasa de competir en Champions hasta finalmente descender a Segunda División.
El 13 de mayo de 2012, tras perder en los últimos instantes con el Atlético de Madrid por 0-1 con gol de Falcao en El Madrigal, el Villarreal desciende a la Segunda División, tras acabar en el 18° lugar en la temporada 2011-2012, después de 12 años consecutivos en la máxima competición. Fue una campaña con hasta tres entrenadores donde la marcha de Santi Cazorla, las lesiones de más de 10 jugadores, y haber perdido hasta 16 puntos en los últimos 5 minutos de partidos, acabaron condenando al equipo amarillo.

#### Entre las participaciones internacionales y el descenso a Segunda División

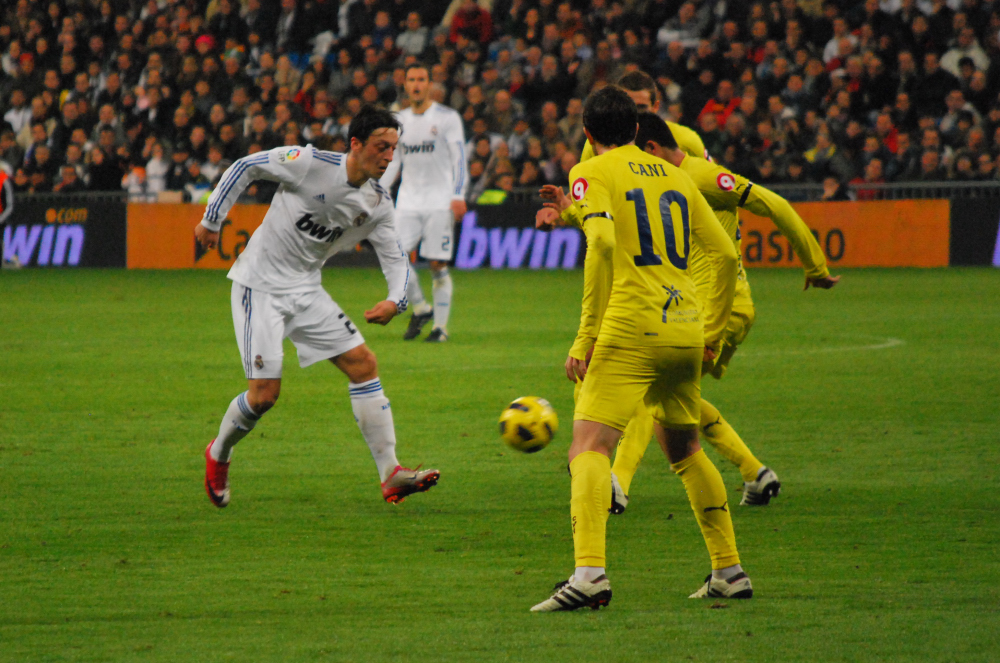
Encuentro disputado entre el Real Madrid y el Villarreal C. F..

Para el inicio de la temporada 2009-10, Pellegrini es fichado por el Real Madrid, por lo que el Villarreal ha de fichar a nuevo entrenador, Ernesto Valverde, el cual no pudo mantener el nivel deportivo de las campañas anteriores (el equipo llegó a ser colista en la tabla clasificatoria) y por esa razón, Valverde acabó siendo destituido y reemplazado por Juan Carlos Garrido, entrenador del Villarreal "B". El nuevo entrenador escaló posiciones en la tabla, hasta conseguir ocupar el séptimo puesto en la Liga. Al término de la temporada, el club interpuso una denuncia al R. C. D. Mallorca con la intención de ocupar la plaza de Europa League que le correspondía a este último, ya que el equipo balear había entrado en situación concursal, por lo que finalmente el Villarreal consiguió participar en dicha competición (pese a que la reglamentación UEFA no reflejaba ninguna medida contra un equipo en acogido a la Ley Concursal en el momento en el que la UEFA vetó la participación de los bermellones). Esta situación supuso la ruptura entre las aficiones de los dos clubes.
En la temporada siguiente, el club acaba cuarto en la liga, lo que le permitió acceder a la fase previa de la Liga de Campeones 2011-12, mientras que en la Europa League el equipo alcanza las semifinales del torneo, siendo eliminado por el  F. C. Oporto (a la postre campeón de aquella edición).
Para la temporada 2011-12, el Villarreal supera la ronda previa de la UEFA Champions League, venciendo al Odense BK danés por un global de 3-1 y accediendo así a la fase final del torneo; pero en la fase de grupos queda encuadrado dentro del "Grupo de la Muerte" y acaba último, con 0 puntos, tras competir contra rivales tales como Manchester City, Nápoles y Bayern de Múnich. El día 21 de diciembre de 2011, su entrenador, Juan Carlos Garrido, es destituido de su puesto tras perder en casa 0-2 contra un equipo de 2.ª B, el C. D. Mirandés y quedar así eliminados de los dieciseisavos de final de la Copa del Rey. A ello se sumaba la complicada situación en Liga, rozando el descenso. Su sustituto fue José Francisco Molina, que más tarde también sería cesado y reemplazado por Miguel Ángel Lotina, que tampoco pudo remontar el vuelo.

#### Segunda División (2012-13)

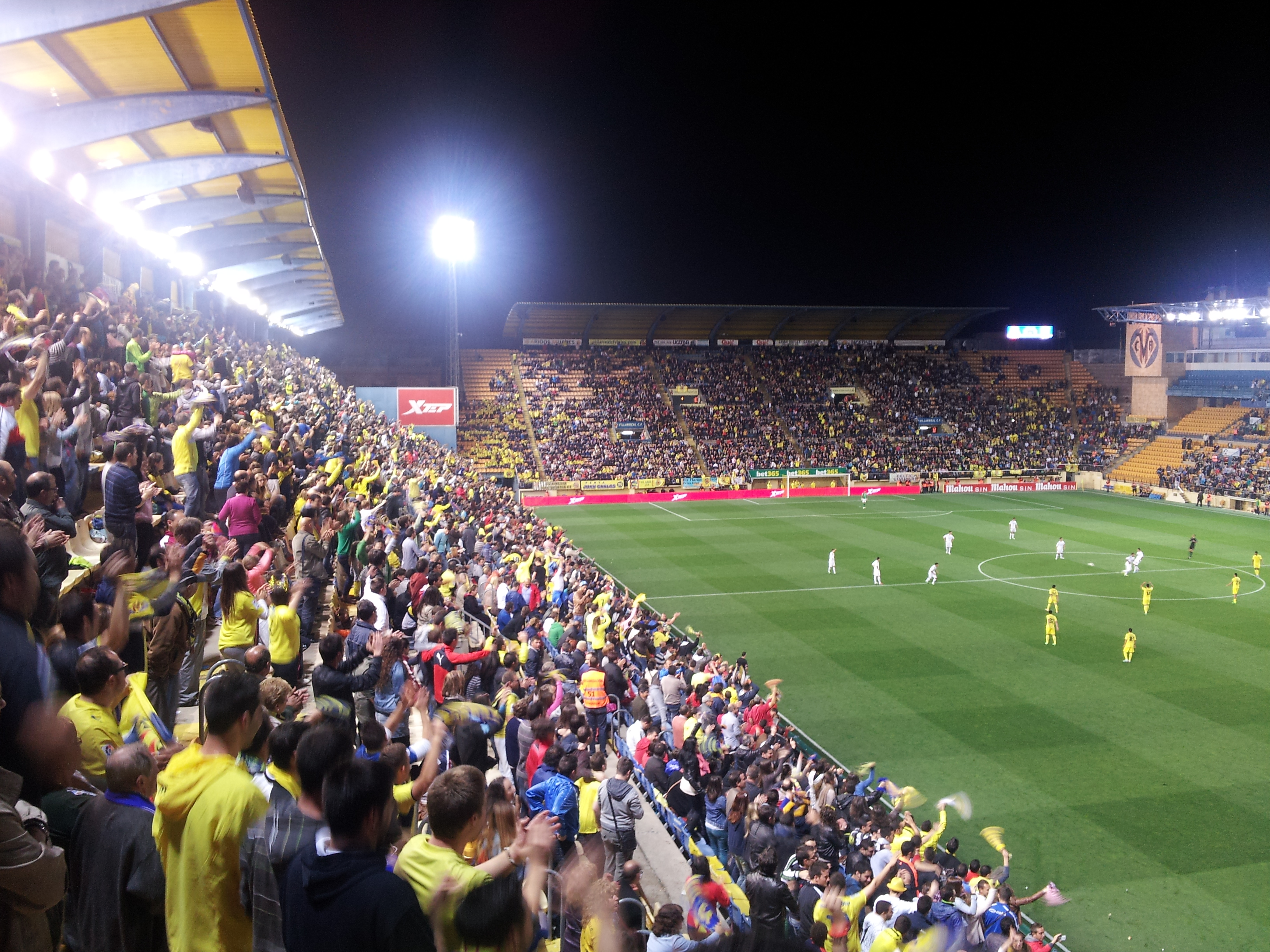
Partido disputado entre el Villarreal C. F. y el Xerez C. D. durante la Segunda División 2012-13.

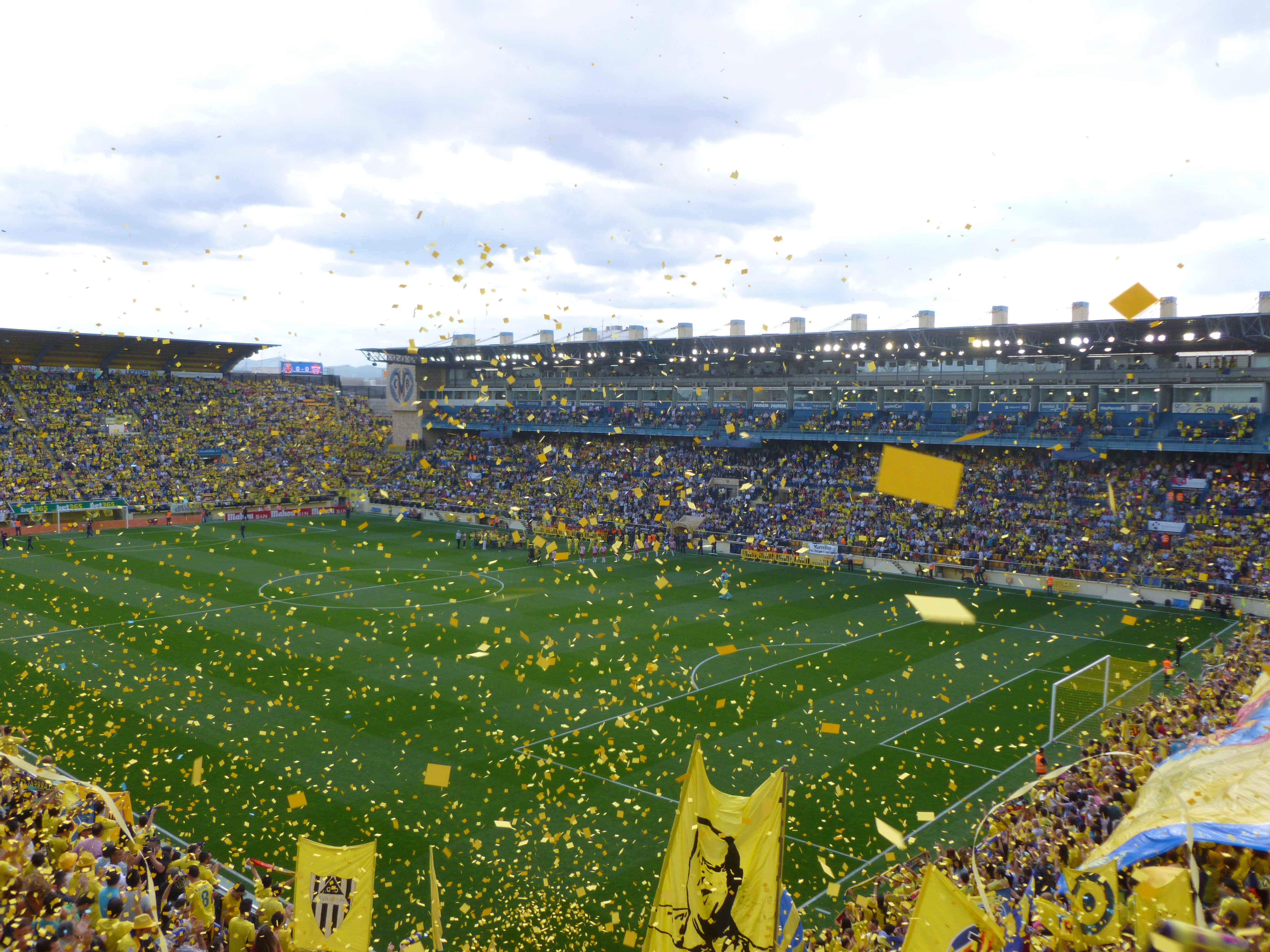
Último partido de la temporada 2012-13 ante la UD Almería. Finalmente, el Villarreal ganó y ascendió a Primera División.

El nuevo técnico inicialmente iba a ser Manuel Preciado, pero el entrenador cántabro falleció el mismo día que iba a ser presentado, el 7 de junio de 2012. El club optó por la contratación de Julio Velázquez, y para volver a Primera el club cuenta con el regreso de Uche y los fichajes de Mellberg, Cavenaghi y "el rifle" Pandiani. La temporada comenzó bien, pero la primera vuelta acaba siendo irregular, por lo que el club destituye al entrenador cuando el equipo marcha en séptimo lugar de la clasificación. Marcelino García Toral toma las riendas y cae en su primer partido contra el Real Madrid Castilla por 5-0. La directiva refuerza el equipo con Chechu Dorado, Jonathan Pereira, Juanma, Perbet y Aquino en el mercado invernal. En el segundo partido de Marcelino se gana por 3-0 al C. E. Sabadell, encadenando una importante mejoría en la segunda vuelta, hasta que el 8 de junio de 2013 se consiguió el ascenso directo a la Primera División tras terminar en el segundo puesto de la Segunda División 2012-13.
En esta campaña, se gesta una nueva era con un club saneado económicamente y que renuncia a las subvenciones públicas por entender que hay otros menesteres más importantes que el fútbol.

### Regreso a Primera División y copas internacionales (2013-2020)
En su regreso a la élite, el conjunto amarillo fue una de las revelaciones al comienzo de la Liga, ganando los tres primeros partidos. Tras 16 jornadas, el Villarreal suma 28 puntos, estableciendo un nuevo récord de mejor equipo recién ascendido tras 16 partidos. El equipo castellonense terminó la primera vuelta ganando por 5-1 a la Real Sociedad, situándose en quinto puesto con 34 puntos. En la segunda vuelta se perdió el tren de luchar por la Champions, coincidiendo con las lesiones de jugadores importantes en el once amarillo, pero nunca se vio peligrar la clasificación para la Europa League, quedando finalmente en sexta posición, arrebatada a la Real Sociedad en el último partido de liga en Anoeta y evitando, así, jugar una de las rondas previas de la Liga Europea.

#### Regreso a competición europea (2014-2015)

Gráfico del desempeño del Villarreal C. F. en la liga 1929-2023

En la previa de la UEFA Europa League el equipo vence a los kazajos del Astana Futbol Kluby por un 7-0 en el global de la eliminatoria.
El Villarreal venció en el Astana Arena por (0-3) y en El Madrigal por (4-0),consiguiendo el pase a la fase de grupos de la UEFA Europa League. Con esta victoria Marcelino García Toral necesitaba nuevos jugadores para hacer frente a tres competiciones y consiguieron la cesión de Denís Chéryshev procedente del Real Madrid C. F., ficharon a Luciano Vietto y a Jonathan Dos Santos entre otros fichajes como Antonio Rukavina.
Esta temporada en la Primera División de España 2014-15 empezó bien para el conjunto castellonense que venció en la primera jornada por (0-2) al Levante U. D. en el Estadio Ciutat de Valencia, sin embargo, en la segunda jornada cayó derrotado ante el F. C. Barcelona por (0-1) con un gol del canterano Sandro Ramírez al que le llegó rechazado el balón tras un disparo de Lionel Messi. En la tercera jornada empató ante el Granada C. F. (0-0), en la jornada 4, vencería al Rayo Vallecano por (4-2). 
En la jornada 5, empató frente al S. D. Eibar (1-1), en la jornada 6 caería ante el Real Madrid por (0-2), goles marcados por Modrić y Cristiano Ronaldo. Tras esto llegarían dos victorias ante el Celta y la U. D. Almería, racha que acabaría con una derrota por (2-1) ante el Sevilla  F. C.. En la décima jornada llegaría otra derrota, esta vez frente al Valencia C. F. por (1-3), con una sensacional actuación de Mustafi que hizo un doblete.
En la undécima jornada empataría (1-1) frente al Espanyol. A partir de este momento llegaría el mejor momento del conjunto de Villarreal, logrando cinco victorias consecutivas en liga, una de ellas en el Estadio Vicente Calderón frente al Atlético de Madrid con un gol de Luciano Vietto, además en este mes de diciembre cerraría su participación en la Europa League con una victoria por (0-2) ante el Apollon Limassol, pasando a los dieciseisavos de final como segundo de grupo por detrás del Borussia Mönchengladbach, enfrentándose en dicha ronda contra el Salzburgo. En este mes de diciembre el Villarreal alcanza también los octavos de final de la Copa del Rey tras derrotar al Cádiz C. F. por un total de (5-1) en el global de la eliminatoria, con un (1-2) en Cádiz y un (3-0) en Villarreal. Su rival en octavos fue la Real Sociedad. El Villarreal fue elegido además por la LFP como el mejor club del mes de diciembre, en el que el equipo contó todos sus partidos por victorias.
En la jornada 17, la primera de 2015, el Villarreal empataría ante el Elche C. F. con un (2-2), en un encuentro que empezó ganando por 0-2 con los goles que habían conseguido Luciano Vietto y Uche.
El Villarreal logró pasar la eliminatoria contra el Red Bull Salzburg con un (5-2) en el global de la eliminatoria y en los octavos de la Europa League le tocó enfrentarse al Sevilla  F. C.. Allá por la jornada 27 el Villarreal estaba sexto a sólo tres puntos del Sevilla  F. C., mientras que en la UEFA el Villarreal pierde en la ida (1-3) en El Madrigal ante el Sevilla. El Sevilla  F. C. acabó pasando la eliminatoria. En la Copa del Rey el Villarreal fue eliminado por el F. C. Barcelona en semifinales, mientras que en la liga el club mantuvo el sexto puesto que da al equipo el pasaporte para jugar la Liga Europea de la UEFA. Cabe destacar que el equipo llegó con lesiones de jugadores importantes al final de temporada. Se lesionaron jugadores como Bruno Soriano, Denís Chéryshev, Luciano Vietto, Mateo Musacchio o Sergio Asenjo.

#### Vuelta a la Champions y el sueño de Basilea (2015-2016)

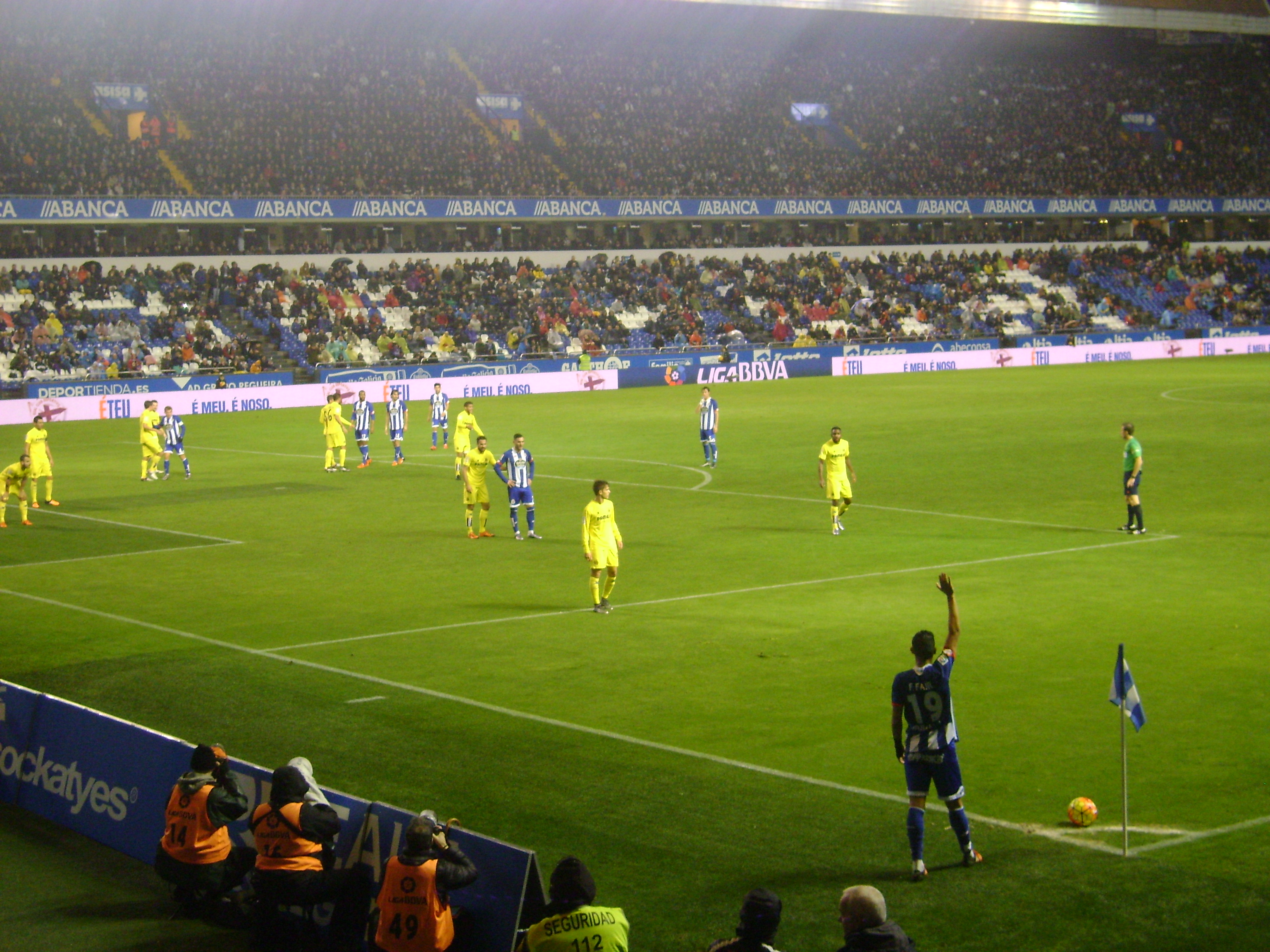
Partido disputado entre el Deportivo de La Coruña y el Villarreal C. F..

De cara a la nueva temporada, el Villarreal realiza una remodelación de la plantilla, vendiendo a futbolistas como Ikechukwu Uche, Gerard Moreno, Chechu Dorado o Luciano Vietto, y cediendo a jóvenes talentos como Moi Gómez o Sergio Marcos González. Se ficha a Roberto Soldado, Denis Suárez, Samu Castillejo, Samuel García Sánchez, Cédric Bakambu, Mariano Barbosa, Alphonse Aréola (cedido del PSG), Daniele Bonera, Leo Baptistao (cedido por el Atlético) y Adrián López Álvarez (cedido por el Oporto). En la primera jornada de Liga, el Villarreal empata en el Benito Villamarín (1-1) ante el Real Betis, con un gol de Soldado. Después, encadenó cinco victorias consecutivas, la última frente al Atlético de Madrid en El Madrigal (1-0, para colocarse líder del campeonato por primera vez en su historia. 

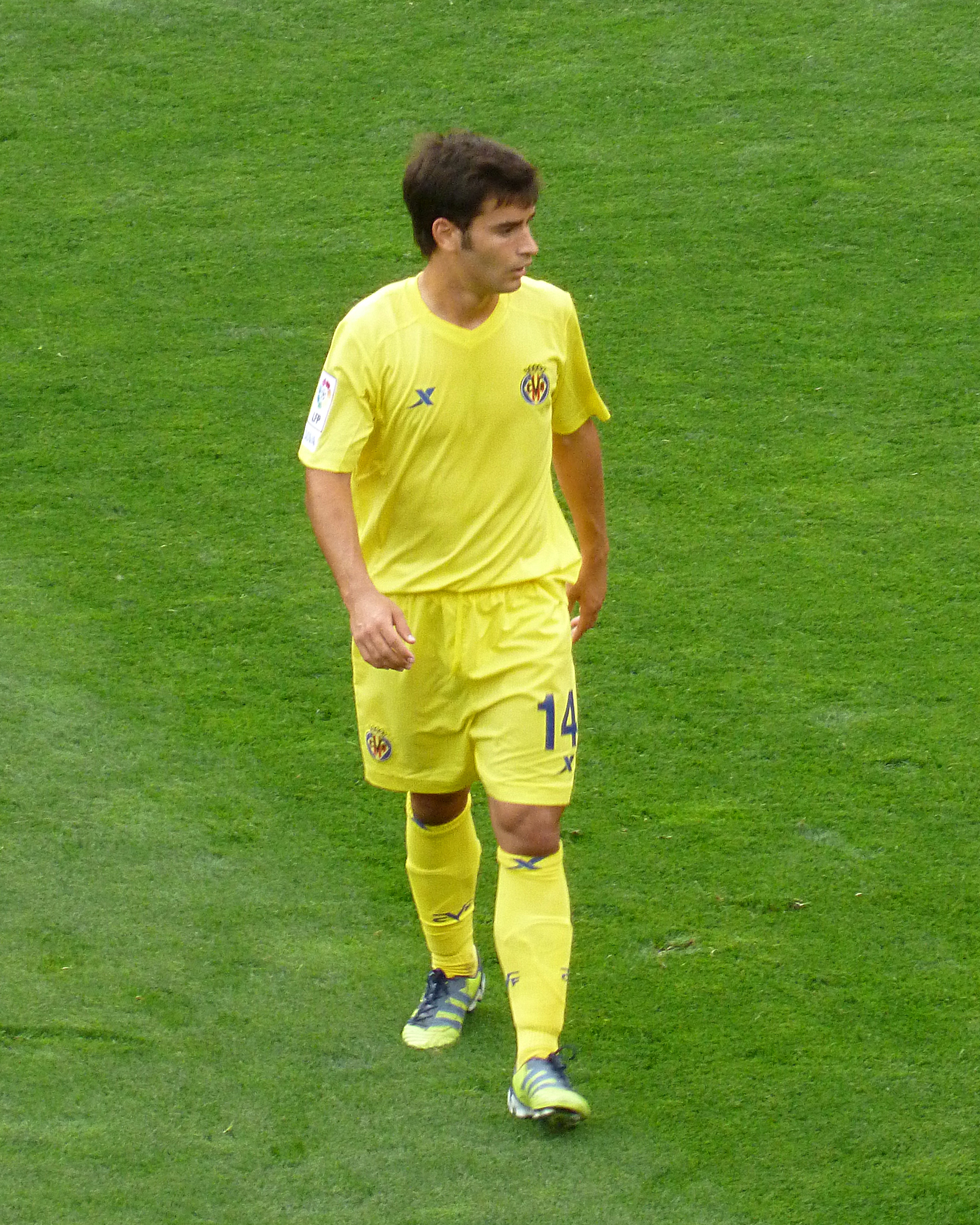
Manu Trigueros, jugador del club entre 2012 y 2024, y con más partidos disputados en la historia del club.

A continuación, pasó por una mala racha que comenzó con la derrota en el Ciutat de Valencia ante el Levante U. D. (1-0) y se prolongó con resultados como el empate en el Estadio de Gran Canaria (0-0), la derrota en casa ante el Celta de Vigo (1-2) o el desastre de El Alcoraz (3-2) ante la S. D. Huesca en dieciseisavos de la Copa del Rey. Los amarillos derrotaron al equipo oscense en El Madrigal (2-0) y pasaron a octavos de final, viéndose las caras con el Athletic Club y siendo eliminados tras perder en el Estadio de San Mamés (3-2) y en El Madrigal (0-1). Sin embargo, la campaña en Liga no pudo ir mejor y el Villarreal encadenó seis triunfos seguidos, ante Rayo Vallecano (2-1), Real Madrid (1-0), Real Sociedad (0-2), Valencia C. F. (1-0), Deportivo de La Coruña (1-2) y Real Sporting de Gijón (2-0), finalizando la primera vuelta en cuarta posición.
En la segunda vuelta de Liga, el Villarreal sufrió un bajón debido al esfuerzo de jugar UEFA Europa League. Los de Marcelino ganaron a Granada C. F. (1-0), Málaga C. F. (1-0) y Levante U. D. (3-0) en El Madrigal, mientras que empató frente al R. C. D. Espanyol en Cornellá (2-2), Athletic Club en Estadio de San Mamés (0-0) y Atlético de Madrid en el Estadio Vicente Calderón (0-0). En dieciseisavos de Europa League, eliminó al SSC Nápoles, uno de los cocos de la competición, tras derrotarle en El Madrigal (1-0) y empatar en San Paolo (1-1). El Bayer Leverkusen fue su rival en octavos, al que también eliminó tras el 2-0 en España y el 0-0 en Alemania. 
En Liga, los amarillos encadenaron tres partidos sin ganar, ante U. D. Las Palmas (0-1), Sevilla  F. C. (4-2) y  F. C. Barcelona (2-2), hasta que vencieron a la S. D. Eibar en Ipurúa (1-2). En cuartos de final, el sorteo fue generoso por fin con el Submarino Amarillo. Los castellonenses vencieron con sufrimiento al Sparta de Praga (2-1) en El Madrigal, pese a que, en principio, podía parecer un rival asequible. En el encuentro de vuelta, goleó por 2-4 y se plantó en semifinales de UEFA por tercera vez en su historia. En el campeonato doméstico, la victoria ante el Getafe en El Madrigal (2-0) fue un espejismo, pues después perdería ante Rayo Vallecano (2-1) y Real Madrid (3-0). La ciudad de Villarreal vivió con pasión el encuentro de su equipo ante el Liverpool, partido que finalizó con un marcador de 1-0, tras el gol del asturiano Adrián López Álvarez en el minuto 92. 
Esa misma semana, el Villarreal se reencontró con la victoria al doblegar al Valencia en Mestalla (0-2), en lo que fue un derbi condicionado por la eliminatoria ante los reds, por lo que la alineación amarilla estaba compuesta principalmente por suplentes. La victoria certificó la cuarta posición de forma matemática, y por tanto, el club castellonense disputaría la fase previa de la Liga de Campeones de la UEFA/UEFA Champions League, con la posibilidad de alcanzar las cuatro participaciones en la máxima competición europea de clubes. Con la cuarta plaza en el bolsillo y la lejana eliminación en Copa, los amarillos ansiaban llegar a la final de la Europa League en Basilea, pero el Liverpool les despertó de su sueño. Anfield Road fue una caldera y los tantos de Bruno en propia puerta, Daniel Sturridge y Adam Lallana conformaron el definitivo 3-0, que aupaba a los ingleses a la final. Su rival sería el Sevilla, que superó al Shajtar Donetsk tras el 2-2 en Ucrania y el 3-1 en el Sánchez Pizjuán.
Tras la derrota en Liverpool, el Villarreal vio finalizada su temporada 2015-2016 y los dos encuentros ligueros que le restaban se saldaron con dos derrotas. La primera, en El Madrigal ante un Deportivo de La Coruña (0-2) que necesitaba ganar para evitar el descenso. La segunda, en El Molinón ante el Real Sporting de Gijón, que se jugaba la vida. Los amarillos perdieron 2-0 y la polémica envolvió a Marcelino García Toral, entrenador del Villarreal, tras sus declaraciones durante la semana previa al encuentro. Finalmente, el Villarreal C. F. finalizó la Liga BBVA 2015-2016 en la cuarta posición, con 64 puntos, mientras que alcanzó las semifinales de la UEFA Europa League y los octavos de Copa. Sin duda, una campaña sensacional.
La noche del 10 de agosto de 2016, el club emitió un comunicado en el que anunciaba la destitución de Marcelino García Toral como entrenador del primer equipo. Un día más tarde hacía oficial el nombramiento de Fran Escribá como su sucesor en el banquillo.
En la primera temporada se consiguió la clasificación directa para disputar la Europa League 2017-18, y en competencias europeas, una eliminación prematura en los play-off de Liga de Campeones ante el AS Mónaco (que sería la revelación del torneo), le valió al equipo castellonense participar en la Europa League, en donde caería eliminado por la AS Roma en dieciseisavos de final. El inicio de la siguiente campaña fue dubitativo. Debido a las obras de remodelación del Estadio de la Cerámica, el club disputó cuatro de las seis primeras jornadas fuera de casa, cosechando dos triunfos, un empate y tres derrotas en esos partidos, lo que llevó a la sustitución del entrenador, dando entrada a Javi Calleja. Tras tres victorias consecutivas, el equipo subió hasta la sexta posición y ya no abandonaría en toda la campaña las plazas de acceso a la Liga Europa.
La campaña 2018-19 fue de continuo sufrimiento para la entidad amarilla. Tras quince jornadas y solo tres victorias tenía los mismos puntos que el Athletic Club en plaza de descenso. Javi Calleja fue sustituido por Luis García Plaza en busca de una reacción, pero esta no se produjo. El nuevo técnico no ganó ninguno de los seis encuentros en los que estuvo al mando y el Submarino se hundió en la clasificación a una distancia de cinco puntos de la salvación. Javi Calleja fue reinstituido en el cargo y el club mejoró sus resultados, reenganchándose a la lucha por la permanencia. A falta de siete jornadas para el final ocupaba todavía puestos de descenso y fue entonces cuando tres triunfos seguidos contra Girona  F. C., C. D. Leganés y Real Sociedad permitieron alcanzar la puntuación mínima para continuar un año más en Primera.

#### Regreso a Europa (2019-2020)
Empezó la liga empatando a 4 contra Granada C. F. y tras una mala racha cosechó varias victorias consecutivas hasta la derrota contra la S. D. Eibar en el Estadio Municipal de Ipurúa tras terminar la primera vuelta de forma excelente con victorias fuera de casa contra la Real Sociedad y Sevilla  F. C. se fichó a Paco Alcácer, fichaje más caro de la historia del club.
Tras el parón post-coronavirus el conjunto empezó la Liga en 12.ª posición pero una excelente racha le llevó a posiciones europeas, posiciones que confirmó en la penúltima jornada contra el Real Madrid. El equipo acabó la liga en quinta posición y estuvo marcada por el adiós de Bruno Soriano y Santi Cazorla dos símbolos del club.

### Éxitos en copas UEFA y permanencia en La Liga (2021-presente)

#### Campeón de UEFA Europa League (2021)

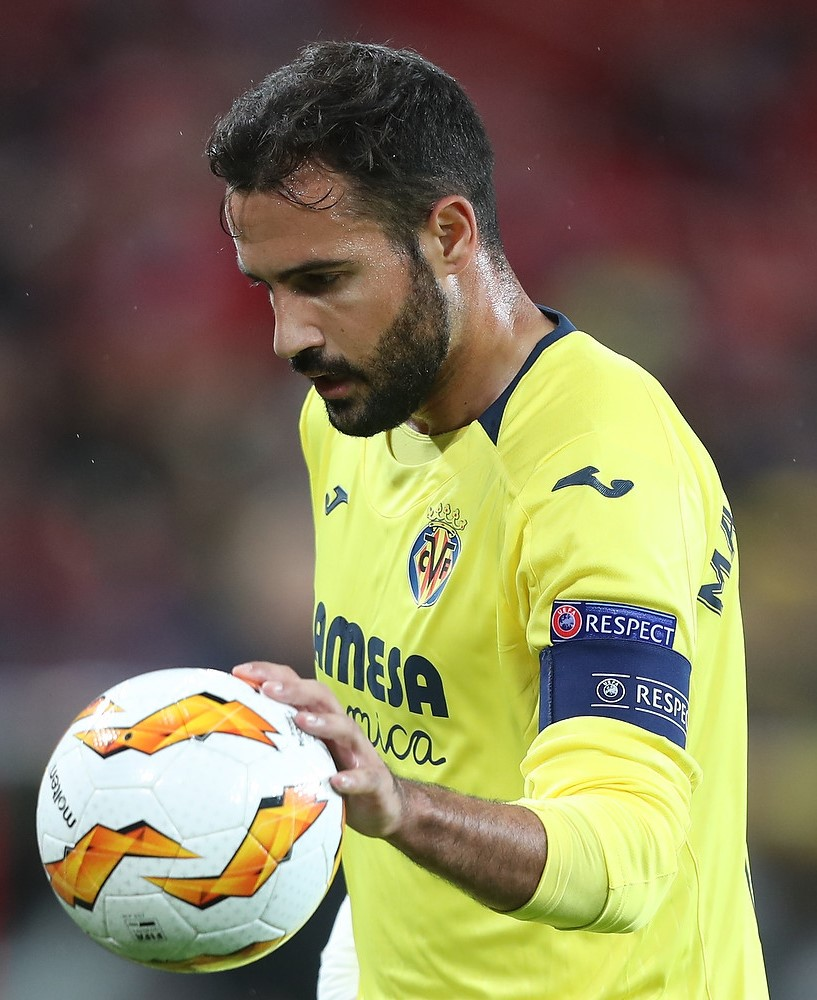
Mario Gaspar participó en la final contra el Manchester United.

El 26 de mayo de 2021 alcanzó su primera final de la Europa League, la primera final si no se tienen en cuenta las de la Copa Intertoto. Venció en la semifinal al Arsenal F. C.  con un global de 2-1. Disputaría la final en Gdansk contra el Manchester United, final que acabaría ganando en los penaltis por 11-10, siendo el primer título obtenido en 98 años de historia por la entidad amarilla. En aquella tanda lanzaron todos los jugadores que acabaron el partido. Gerónimo Rulli se convirtió en el héroe, al marcar su lanzamiento y parar el decisivo penalti a David de Gea.
La victoria en la final de la UEFA Europa League llevó al Villarreal a jugar la Supercopa de Europa en Windsor Park, en Irlanda, el 11 de agosto de 2021 contra el Chelsea. El partido terminó 1-1 con goles de Hakim Ziyech y Gerard Moreno. Por lo que dio lugar a los penaltis, ganando el Chelsea por 6-5.
Tras su victoria en la final de la Europa League, consiguió un cupo para disputar la Liga de Campeones de la UEFA 2021-22 donde el fútbol español tendrá cinco equipos en dicha competición continental (Atlético, Real Madrid, Barcelona, Sevilla y Villarreal). De cara a la nueva temporada ficharon a jugadores como Serge Aurier, Aissa Mandi, Arnaut Danjuma, Boulaye Dia y Juan Foyth.
En la fase de grupos, el Villarreal compartió grupo con Manchester United, Young Boys y Atalanta B. C.. Avanzó segundo de grupo con 10 puntos, destacando la victoria en la última jornada frente a Atalanta B. C. (3-2) que le dio un boleto para octavos de final.
En los octavos de final se enfrentó a la Juventus, el partido de ida disputado en Villarreal quedaría empatado 1-1, sin embargo, tras un gran segundo tiempo del equipo en la vuelta en Turín conseguiría un histórico triunfo 0-3 clasificándose a cuartos de final. 
En los cuartos de final se enfrenta al Bayern de Múnich. La ida en el Estadio de la Cerámica sorprendió con un marcador de 1-0. En la vuelta en el Allianz Arena, el equipo alemán anota un tanto poniendo las tablas en el marcador global, pero el Villarreal consigue superar al Bayern marcando en el minuto 88', colocando el marcador global en 1-2 a favor del submarino amarillo y colándose en las semifinales de la Champions por segunda vez en su historia.
El 27 de abril de 2022 se enfrentó al Liverpool en Anfield, perdiendo 2-0. Una semana después, el 3 de mayo, reciben en casa a los reds en la vuelta de las semifinales, el submarino amarillo sorprendió al irse al entretiempo habiendo igualado la serie por 2-0, sin embargo en el complemento no logró mantener el mismo ritmo que demostró en el primer tiempo y el conjunto inglés en 10 minutos remontó el partido y ganó 2-3, dejando al Villarreal en semifinales coronando una gran actuación en la Champions League igualando lo conseguido en su primera participación.
En la liga nacional acabaría séptimo, por lo que solo consiguió clasificarse para la Conference League.

## Trayectoria histórica
| Temporada | Categoría    | Puesto     | Copa                   | Champions           | UEFA                    | Conference League | Intertoto        | Notas |
| --------- | ------------ | ---------- | ---------------------- | ------------------- | ----------------------- | ----------------- | ---------------- | ----- |
| 1946/56   | Regionales   |            |                        |                     |                         |                   |                  |       |
| 1956/57   | 3.ª División | 8º         |                        |                     |                         |                   |                  |       |
| 1957/58   | 3.ª División | 5º         |                        |                     |                         |                   |                  |       |
| 1958/59   | 3.ª División | 6º         |                        |                     |                         |                   |                  |       |
| 1959/60   | 3.ª División | 12º        |                        |                     |                         |                   |                  |       |
| 1960/61   | 3.ª División | 14º        |                        |                     |                         |                   |                  |       |
| 1961/67   | Regionales   |            |                        |                     |                         |                   |                  |       |
| 1967/68   | 3.ª División | 3º         |                        |                     |                         |                   |                  |       |
| 1968/69   | 3.ª División | 9º         |                        |                     |                         |                   |                  |       |
| 1969/70   | 3.ª División | 1º         |                        |                     |                         |                   |                  |       |
| 1970/71   | 2.ª División | 16º        | 1/16                   |                     |                         |                   |                  |       |
| 1971/72   | 2.ª División | 17º        | 1/32                   |                     |                         |                   |                  |       |
| 1972/73   | 3.ª División | 12º        |                        |                     |                         |                   |                  |       |
| 1973/74   | 3.ª División | 12º        |                        |                     |                         |                   |                  |       |
| 1974/75   | 3.ª División | 8º         |                        |                     |                         |                   |                  |       |
| 1975/76   | 3.ª División | 13º        |                        |                     |                         |                   |                  |       |
| 1976/77   | Regionales   |            |                        |                     |                         |                   |                  |       |
| 1977/78   | 3.ª División | 15º        |                        |                     |                         |                   |                  |       |
| 1978/79   | 3.ª División | 13º        |                        |                     |                         |                   |                  |       |
| 1979/80   | 3.ª División | 9º         |                        |                     |                         |                   |                  |       |
| 1980/81   | 3.ª División | 16º        |                        |                     |                         |                   |                  |       |
| 1981/82   | 3.ª División | 7º         |                        |                     |                         |                   |                  |       |
| 1982/83   | 3.ª División | 14º        |                        |                     |                         |                   |                  |       |
| 1983/84   | 3.ª División | 13º        |                        |                     |                         |                   |                  |       |
| 1984/85   | 3.ª División | 14º        |                        |                     |                         |                   |                  |       |
| 1985/86   | 3.ª División | 6º         |                        |                     |                         |                   |                  |       |
| 1986/87   | 3.ª División | 3º         | 1/16                   |                     |                         |                   |                  |       |
| 1987/88   | 2.ª B        | 2º         |                        |                     |                         |                   |                  |       |
| 1988/89   | 2.ª B        | 4º         |                        |                     |                         |                   |                  |       |
| 1989/90   | 2.ª B        | 18º        |                        |                     |                         |                   |                  |       |
| 1990/91   | 3.ª División | 2º         |                        |                     |                         |                   |                  |       |
| 1991/92   | 2.ª B        | 2º         |                        |                     |                         |                   |                  |       |
| 1992/93   | 2.ª División | 13º        | 1/4                    |                     |                         |                   |                  |       |
| 1993/94   | 2.ª División | 16º        | 1/16                   |                     |                         |                   |                  |       |
| 1994/95   | 2.ª División | 10º        | 1/16                   |                     |                         |                   |                  |       |
| 1995/96   | 2.ª División | 15º        |                        |                     |                         |                   |                  |       |
| 1996/97   | 2.ª División | 10º        | 1/16                   |                     |                         |                   |                  |       |
| 1997/98   | 2.ª División | 4º         |                        |                     |                         |                   |                  |       |
| 1998-99   | 1.ª División | 18º        | 1/8 Real Madrid        |                     |                         |                   |                  |       |
| 1999/00   | 2.ª División | 3º         | 1/8 SD Compostela      |                     |                         |                   |                  |       |
| 2000/01   | 1.ª División | 7º         | 1/16 Granada           |                     |                         |                   |                  |       |
| 2001/02   | 1.ª División | 15º        | 1/4 Athletic Club      |                     |                         |                   |                  |       |
| 2002/03   | 1.ª División | 15º        | 1/32 Hercules          |                     |                         |                   | Subcampeón       |       |
| 2003/04   | 1.ª División | 8º         | 1/8 Sevilla CF         |                     | Semifinal Valencia      |                   | Campeón          |       |
| 2004/05   | 1.ª División | 3º         | 1/32 Girona            |                     | 1/4 Az Almar            |                   | Campeón          |       |
| 2005/06   | 1.ª División | 7º         | 1/8 Valencia CF        | Semifinal Arsenal   |                         |                   |                  |       |
| 2006/07   | 1.ª División | 5º         | 1/8 Valladolid         |                     |                         |                   | 3ª y última fase |       |
| 2007/08   | 1.ª División | Subcampeón | 1/4 FC Barcelona       |                     | 1/16 Zenit              |                   |                  |       |
| 2008/09   | 1.ª División | 5º         | 1/16 Poli. Ejido       | 1/4 Arsenal         |                         |                   | Fin Intertoto    |       |
| 2009/10   | 1.ª División | 7º         | 1/8 Celta              |                     | 1/16 Wolfsburgo         |                   |                  |       |
| 2010/11   | 1.ª División | 4º         | 1/8 Sevilla            |                     | Semifinal Oporto        |                   |                  |       |
| 2011/12   | 1.ª División | 18º        | 1/16 Mirandés          | 1/16 Grupos         |                         |                   |                  |       |
| 2012/13   | 2.ª División | 2º         | 2.ª Ronda Ponferradina |                     |                         |                   |                  |       |
| 2013/14   | 1.ª División | 6º         | 1/8 Real Sociedad      |                     |                         |                   |                  |       |
| 2014/15   | 1.ª División | 6º         | Semifinal FC Barcelona |                     | 1/8 Sevilla CF          |                   |                  |       |
| 2015/16   | 1.ª División | 4º         | 1/8 Athletic           |                     | Semifinal Liverpool     |                   |                  |       |
| 2016/17   | 1.ª División | 5º         | 1/8 Real Sociedad      | Play-Off Mónaco     | 1/16 Roma               |                   |                  |       |
| 2017/18   | 1.ª División | 5º         | 1/8 CD Leganés         |                     | 1/16 Olympique Lyonnais |                   |                  |       |
| 2018/19   | 1.ª División | 14º        | 1/8 RCE Espanyol       |                     | 1/8 Zenit               |                   |                  |       |
| 2019/20   | 1.ª División | 5º         | 1/4 CD Mirandés        |                     |                         |                   |                  |       |
| 2020/21   | 1.ª División | 7º         | 1/4 UD Levante         |                     | Campeón                 |                   |                  |       |
| 2021/22   | 1.ª División | 7º         | 1/16 Sporting Gijón    | Semifinal Liverpool |                         |                   |                  |       |
| Temporada | Categoría    | puesto     | Copa                   | Champions           | UEFA                    |                   | Intertoto        | Notas |

## Uniforme
- Uniforme titular: Camiseta, pantalón y medias amarillas.
- Uniforme alternativo: Camiseta, pantalón y medias azules.

### Evolución
| 2014−2015 | 2015−2016 | 2016−2017 | 2017-2018 | 2018-2019 | 2019-2020 | 2020-2021 | 2021-2022 | 2022-2023 |

### Patrocinadores
| Período       | Proveedor |
| ------------- | --------- |
| 1987-1988     | Ressy     |
| 1988-1992     | Rasán     |
| 1992-1993     | Lotto     |
| 1993-1994     | Jugui     |
| 1994-1997     | Rasán     |
| 1997-1999     | Luanvi    |
| 1999-2005     | Kelme     |
| 2005-2011     | Puma      |
| 2011-2016     | Xtep      |
| 2016-presente | Joma      |

| Período       | Patrocinador          | Patrocinador adicional |  |
| ------------- | --------------------- | ---------------------- |  |
| 1985-1986     | Porcelanosa           |                        |  |
| 1987-1990     | Cerámicas Villarreal  | Ninguno                |  |
| 1990-1991     | Servilletas Caricias  | Ninguno                |  |
| 1991-1993     | Caja Rural Villarreal | Ninguno                |  |
| 1993          | Mediterráneo          | Ninguno                |  |
| 1994          | Ascer Cerámicas       | Ninguno                |  |
| 1994-1995     | Cerámicas Villarreal  | Ninguno                |  |
| 1995-1998     | Costa Azahar          | Ninguno                |  |
| 1998-2004     | Terra Mítica          |                        |  |
| 2004-2011     | Aeroport Castelló     | Canal Nou (2005-2014)  |  |
| 2013-presente | Pamesa Cerámica       |                        |  |

## Submarino Amarillo
El Villarreal C. F. es conocido como Submarino Amarillo. El Villarreal C. F. empezó a ser conocido con este apelativo en 1967, tras un ascenso a la Tercera División de España, celebrada con la música de la canción «Submarino amarillo» de Los Mustang, una versión de «Yellow Submarine» del cuarteto británico The Beatles. En España hay otro equipo, el Cádiz Club de Fútbol, que recibe el mismo sobrenombre, lo que produjo cierta polémica entre las aficiones de ambos equipos por ser el «verdadero Submarino».
En 2006 un sector de la afición del Villarreal C. F., apoyado por el grupo socialista de la localidad, intentó conseguir que un submarino que la Armada de España había retirado, el S-63 Marsopa, de 58 metros de eslora y más de 1000 toneladas, fuera cedido a la ciudad de Villarreal para instalarlo en la población e incluso ubicar un museo en su interior. El subteniente de la Armada calificó la iniciativa de «absurda», y esta no prosperó.

## Origen
El Villarreal C. F. nace como Club Atlético Foghetecaz. El nombre de 'Foghetecaz' fue sacado de las iniciales de sus socios fundadores, más concretamente del primer apellido de cada uno: Font, Gil, Herrero, Teulet, Catalá, Zaragozá. En 1950 cambia de nombre a Club Atlético Foghetecaz Villarreal (C. A. F. Villarreal) y en junio de 1954 a Villarreal Club de Fútbol.

## Estadio

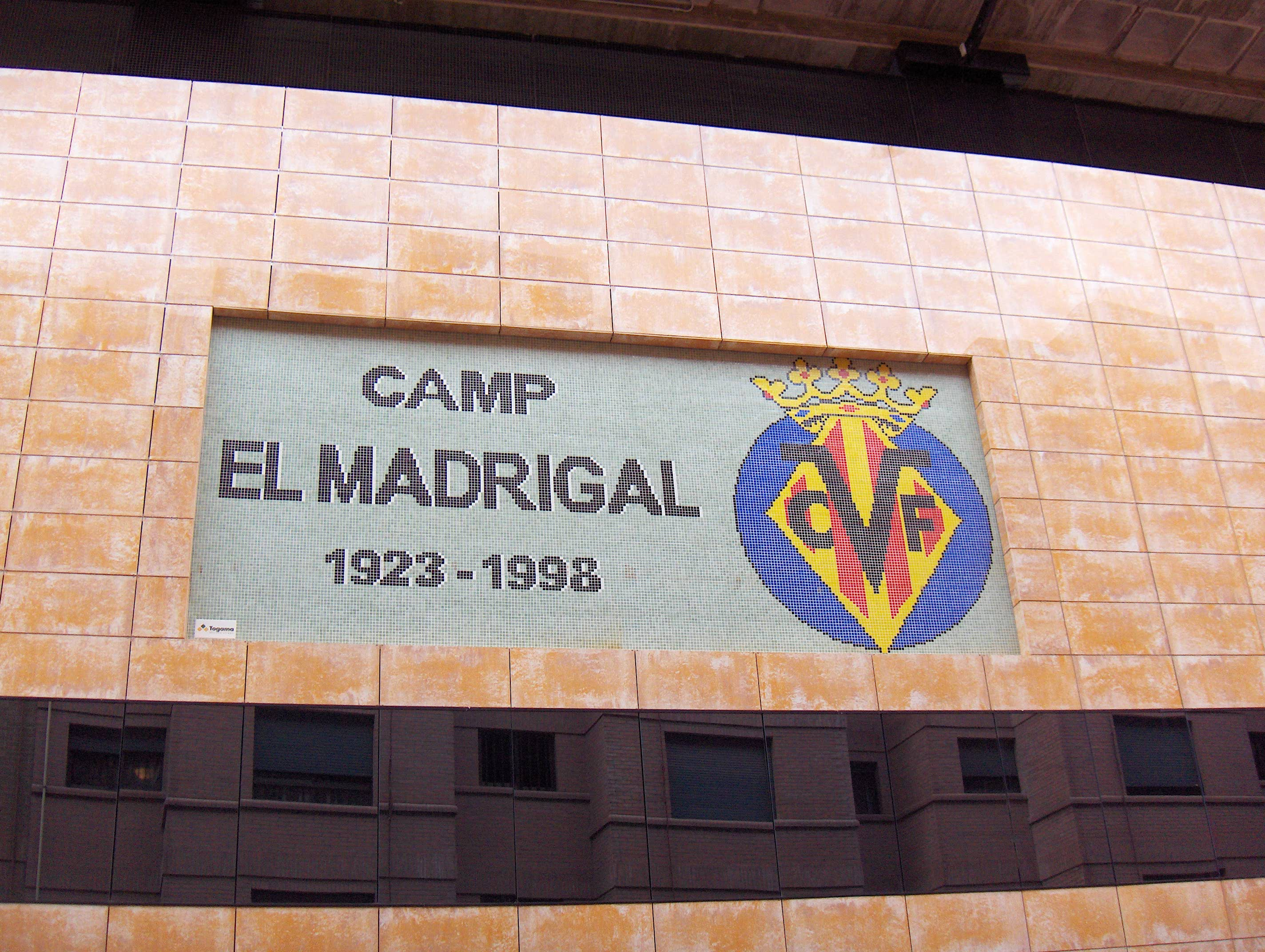
Entrada al campo de El Madrigal.

El Estadio de la Cerámica (hasta enero de 2017 llamado El Madrigal) es el recinto deportivo donde disputa sus partidos el Villarreal C. F. Ubicado en la plaza del Labrador de la localidad de Villarreal, el estadio es propiedad municipal y cuenta con una capacidad para 23 000 espectadores.
El día 17 de junio de 1923 se inauguró El Madrigal bajo el nombre de Campo del Villarreal. En 1925 pasó a llamarse El Madrigal, por estar situado el campo en la partida del término municipal del mismo nombre. El partido inaugural fue un choque entre dos equipos de la ciudad vecina y capital de la provincia, Castellón, el C. D. Castellón y el Cervantes. El 8 de enero de 2017 el estadio pasó a denominarse Estadio de la Cerámica por causas de patrocinio, y en referencia a la industria predominante en la provincia.

## Ciudad Deportiva

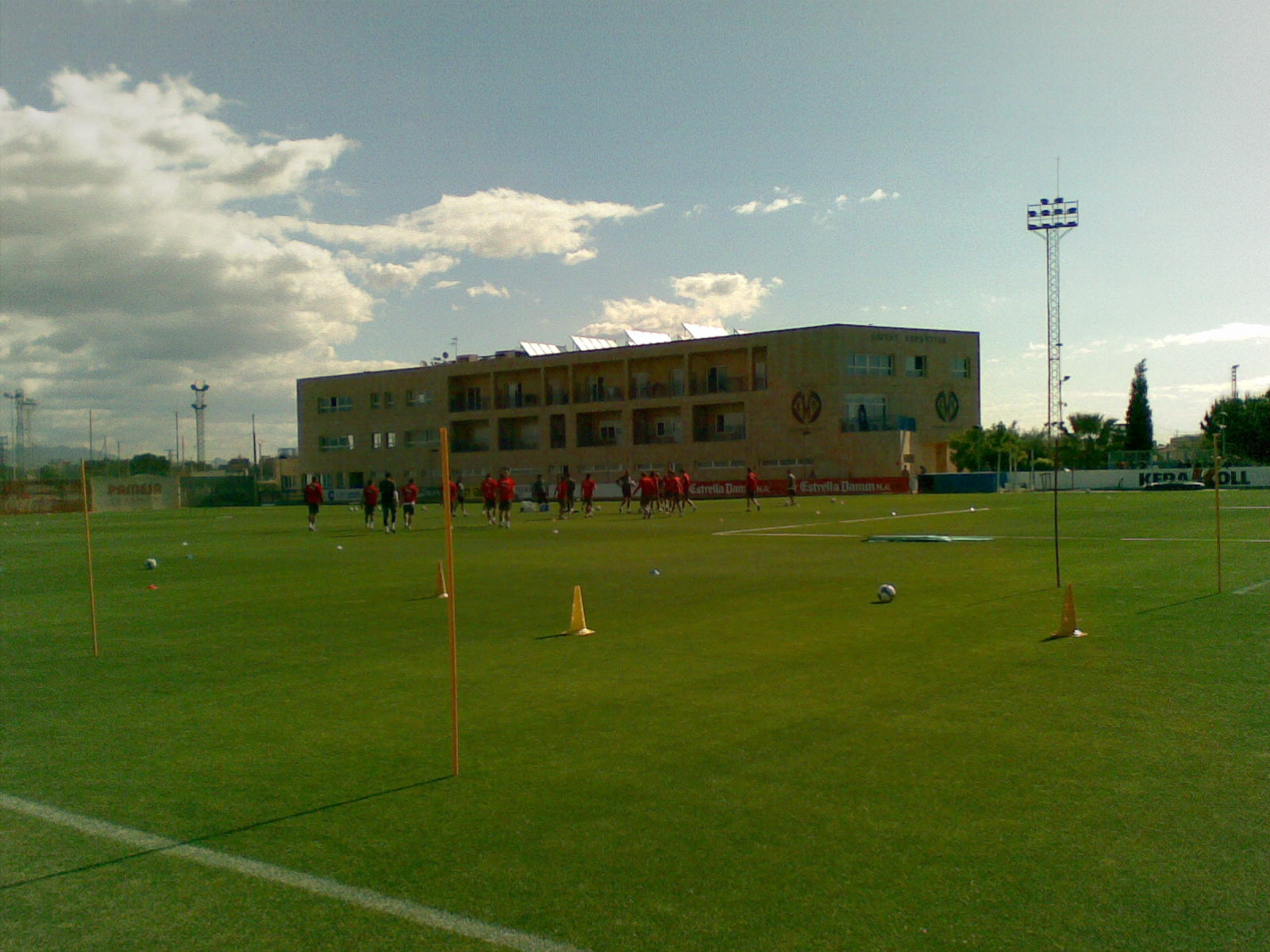
Ciudad Deportiva José Manuel Llaneza.

Ciudad Deportiva José Manuel Llaneza es el complejo deportivo donde entrena el primer equipo del Villarreal C. F. y también las categorías inferiores del club. Cuenta con nueve campos de fútbol, algunos de césped artificial y con una extensión de 70 000 m². La ciudad deportiva dispone de una residencia para las jóvenes promesas de la cantera que vienen de cualquier parte del mundo, pero sobre todo de los alrededores y comarcas cercanas. También es un lugar donde se organizan muchos torneos a lo largo del año, AMN torneos locales, provinciales, universitarios, veteranos y de fútbol escolar.

## Cantera
La cantera del Villarreal es un referente en Europa en los últimos años, siendo un elemento clave en los éxitos recientes del conjunto. La llegada al banquillo de Javi Calleja en septiembre de 2017 propició el debut de numerosos canteranos, superando el récord que tenía Juan Carlos Garrido en la temporada 2010-11.
En vísperas de la Eurocopa 2016, el Villarreal, junto al F. C. Barcelona, fueron los dos únicos clubs con representación en todas las categorías de la selección española de fútbol (sub-17, sub-19, sub-21 y absoluta).

### Filiales
La cadena de filiales del Villarreal tiene su máximo exponente en el Villarreal "B" que ascendió por segunda vez a la Segunda División de España en 2022, regresando tras el descenso obligado de 2011.
El segundo filial disputa la Tercera Federación.

## Afición
Con una masa social que supera los 20 000 socios en una localidad que ronda los 50 000 habitantes, Villarreal se apunta como la número uno en porcentaje de población abonada.

## Rivalidades
El Villarreal mantiene una rivalidad con el Valencia C. F., en lo que se conoce como Derbi de la Comunitat, rivalidad por razones principalmente autonómicas. Geográficamente, mantiene también rivalidad con el Club Deportivo Castellón. En sus inicios el Villarreal mantuvo una rivalidad con el Club Deportivo Burriana, ya que además de ser ciudades vecinas, solían jugar en la misma categoría. Además el Levante U. D. es otro de los rivales.

## Palmarés
Nota: en negrita competiciones vigentes en la actualidad. Indicado el récord del torneo 
Torneos nacionales (1)
| Competición nacional         | Competición nacional | Títulos | Subcampeonatos |
| ---------------------------- | -------------------- | ------- | -------------- |
| Primera División de España   | -                    |         | 2008.          |
| Segunda División de España   | -                    |         | 2013.          |
| Segunda División B de España | -                    |         | 1992.          |
| Tercera División de España   | 1                    | 1970.   |                |

Torneos internacionales (3)
| Competición internacional | Competición internacional | Títulos     | Subcampeonatos |
| ------------------------- | ------------------------- | ----------- | -------------- |
| Liga de Europa            | 1                         | 2021.       |                |
| Supercopa de Europa       | -                         |             | 2021.          |
| Copa Intertoto            | 2                         | 2003, 2004. | 2002.          |

Otros logros
- Semifinal de Liga de Campeones: (2) 2006 y 2022.
- Semifinal de Copa del Rey: (1) 2015.

### Trofeos amistosos
- Trofeo de la Cerámica: (16)  2002, 2003, 2005, 2007, 2010, 2011, 2012, 2013, 2014, 2015, 2016, 2017, 2018, 2019, 2021, 2022.
- Trofeo Ciudad de Villarreal: (2) 1995, 1996.
- Trofeo Festa d'Elx: (2) 2001, 2011.
- Trofeo Ciudad de Teruel: (2) 2007, 2008.
- Trofeo Ciudad de Gandía: (1) 1993.
- Trofeo Ciudad de Alcoy: (1) 2000.
- Trofeo Ciudad de Cartagena: (1) 1999.
- Trofeo Gaspar Matas (Palamós): (1) 2001.
- Trofeo Ciudad de Tarragona: (1) 2009.
- Trofeo Villa de Gijón: (1) 2013.
- Trofeo Ciudad de Zaragoza: (1) 2014.
- Trofeo Ibérico: (1) 2016.

### Estadísticas en competiciones internacionales
Nota: En negrita competiciones activas.
| Competición                                                          | Temp. | PJ  | PG  | PE | PP | GF  | GC  | Dif. | Puntos | Títulos | Subtítulos |
| -------------------------------------------------------------------- | ----- | --- | --- | -- | -- | --- | --- | ---- | ------ | ------- | ---------- |
| Liga de Campeones de la UEFA                                         | 5     | 44  | 14  | 15 | 15 | 49  | 51  | -2   | 57     | –       | –          |
| Liga Europa de la UEFA                                               | 11    | 127 | 73  | 30 | 24 | 228 | 125 | +103 | 249    | 1       | –          |
| Liga Europa Conferencia de la UEFA                                   | 1     | 4   | 4   | 0  | 0  | 12  | 6   | +6   | 12     | –       | –          |
| Supercopa de la UEFA                                                 | 1     | 1   | 0   | 1  | 0  | 1   | 1   | 0    | 1      | –       | 1          |
| Copa Intertoto de la UEFA                                            | 4     | 24  | 12  | 8  | 4  | 31  | 16  | +15  | 44     | 2       | –          |
| Total                                                                | 22    | 200 | 103 | 54 | 43 | 321 | 199 | +122 | 363    | 3       | 1          |
| Actualizado al último partido disputado el 15 de septiembre de 2022. |       |     |     |    |    |     |     |      |        |         |            |

## Organigrama deportivo

### Plantilla 2025-26
- Los jugadores con dorsales superiores al 25 son, a todos los efectos, jugadores del Villarreal Club de Fútbol "B" y como tales, podrán compaginar partidos con el primer y segundo equipo. Como exigen las normas de la LFP, los jugadores de la primera plantilla deberán llevar los dorsales del 1 al 25. Del 26 en adelante serán jugadores del equipo filial.
- Los equipos españoles están limitados a tener en la plantilla un máximo de tres jugadores sin pasaporte de la Unión Europea. La lista incluye sólo la principal nacionalidad de cada jugador, algunos de los jugadores no europeos tienen doble nacionalidad de algún país de la UE:

| Jugadores foráneos que no ocupan plaza como extracomunitarios | Jugadores foráneos que no ocupan plaza como extracomunitarios | Jugadores foráneos que no ocupan plaza como extracomunitarios | Jugadores foráneos que no ocupan plaza como extracomunitarios |
| Jugador                                                       | Nacionalidad                                                  | 2.º nacionalidad                                              |                                                               |
| ------------------------------------------------------------- | ------------------------------------------------------------- | ------------------------------------------------------------- | ------------------------------------------------------------- |
| Luiz Júnior                                                   | Brasil                                                        | Portugal                                                      |                                                               |
| Logan Costa                                                   | Cabo Verde                                                    | Francia                                                       |                                                               |
| Juan Foyth                                                    | Argentina                                                     | España                                                        |                                                               |
| Pape Gueye                                                    | Senegal                                                       | Francia                                                       |                                                               |
| Ilias Akhomach                                                | Marruecos                                                     | España                                                        |                                                               |
| Nicolas Pépé                                                  | Costa de Marfil                                               | Francia                                                       |                                                               |
| Tajon Buchanan                                                | Canadá                                                        | Jamaica                                                       |                                                               |
| Santiago Mouriño                                              | Uruguay                                                       | España                                                        |                                                               |

### Altas y bajas 2025-26
| Jugador          | Posición       | Procedencia        | Condición | Costo        |
| ---------------- | -------------- | ------------------ | --------- | ------------ |
| Renato Veiga     | Defensa        | Chelsea F. C.      | Traspaso  | 25.000.000 € |
| Santiago Mouriño | Defensa        | Atlético de Madrid | Traspaso  | 10.000.000 € |
| Rafa Marín       | Defensa        | S. S. C. Napoli    | Cesión    | 1.000.000 €  |
| Thomas Partey    | Centrocampista | Arsenal F. C.      | Libre     | 0 €          |
| Tajon Buchanan   | Centrocampista | Inter de Milán     | Traspaso  | 8.000.000 €  |
| Alberto Moleiro  | Centrocampista | U. D. Las Palmas   | Traspaso  | 16.000.000 € |

| Jugador          | Posición       | Destino            | Condición | Cobro        |
| ---------------- | -------------- | ------------------ | --------- | ------------ |
| Raúl Albiol      | Defensa        | Getafe C. F.       | Libre     | 0 €          |
| Eric Bailly      | Defensa        | Real Oviedo        | Libre     | 0 €          |
| Kiko Femenía     | Defensa        | Getafe C. F.       | Libre     | 0 €          |
| Andrei Rațiu     | Defensa        | Rayo Vallecano     | Traspaso  | 5.000.000 €  |
| Álex Baena       | Centrocampista | Atlético de Madrid | Traspaso  | 50.000.000 € |
| Carlo Adriano    | Centrocampista | Querétaro F. C.    | Traspaso  | 1.000.000 €  |
| Tiago Geralnik   | Centrocampista | Lusail SC          | Traspaso  | 1.000.000 €  |
| Gerard Hernández | Centrocampista | Al-Arabi Doha      | Traspaso  | 1.000.000 €  |
| Thierno Barry    | Delantero      | Everton F. C.      | Traspaso  | 33.000.000 € |
| Arnaut Danjuma   | Delantero      | Valencia C. F.     | Traspaso  | 3.000.000 €  |
| Andrés Ferrari   | Delantero      | Sint-Truidense     | Traspaso  | 2.000.000 €  |
| Jorge Pascual    | Delantero      | Granada C. F.      | Traspaso  | 1.000.000 €  |

### Jugadores internacionales
Nota: en negrita jugadores parte de la última convocatoria en la correspondiente categoría.
| Selección       | Categoría | # | Jugador(es)                                                                         |
| --------------- | --------- | - | ----------------------------------------------------------------------------------- |
| España          | Absoluta  | 6 | Dani Parejo, Denis Suárez, Gerard Moreno, Alfonso Pedraza, Yéremi Pino, Ayoze Pérez |
| Argentina       | Absoluta  | 1 | Juan Foyth                                                                          |
| Cabo Verde      | Absoluta  | 1 | Logan Costa                                                                         |
| Canadá          | Absoluta  | 1 | Tajon Buchanan                                                                      |
| Costa de Marfil | Absoluta  | 1 | Nicolas Pépé                                                                        |
| Ghana           | Absoluta  | 1 | Thomas Partey                                                                       |
| Marruecos       | Absoluta  | 1 | Ilias Akhomach                                                                      |
| Portugal        | Absoluta  | 1 | Renato Veiga                                                                        |
| Senegal         | Absoluta  | 1 | Pape Gueye                                                                          |
| Uruguay         | Absoluta  | 1 | Santiago Mouriño                                                                    |

### Fichajes históricos
Fichajes más caros en la historia del club.
| Jugador          | Procedencia             | Euros      | Temp.   |
| ---------------- | ----------------------- | ---------- | ------- |
| Renato Veiga     | Chelsea F. C.           | 25.000.000 | 2025-26 |
| Arnaut Danjuma   | AFC Bournemouth         | 24.000.000 | 2021-22 |
| Paco Alcácer     | Borussia Dortmund       | 23.000.000 | 2019-20 |
| Gerard Moreno    | R. C. D. Español        | 20.000.000 | 2018-19 |
| Karl Toko Ekambi | Angers S. C. O.         | 19.000.000 | 2018-19 |
| Logan Costa      | Toulouse F. C.          | 18.000.000 | 2024-25 |
| Nilmar           | S. C. Internacional     | 17.000.000 | 2009-10 |
| Alberto Moleiro  | U. D. Las Palmas        | 16.000.000 | 2025-26 |
| Pervis Estupiñán | Watford F. C.           | 15.000.000 | 2020-21 |
| Juan Foyth       | Tottenham Hotspur F. C. | 14.000.000 | 2021-22 |

### Mayores traspasos
Mayores traspasos en la historia del club.
| Jugador           | Destino                 | Euros  | Temp.   |
| ----------------- | ----------------------- | ------ | ------- |
| Álex Baena        | Atlético de Madrid      | 50 000 | 2025-26 |
| Cédric Bakambu    | Beijing Guoan F. C.     | 40 000 | 2017-18 |
| Eric Bailly       | Manchester United F. C. | 38 000 | 2016-17 |
| Nicolas Jackson   | Chelsea F. C.           | 37 000 | 2023-24 |
| Alexander Sørloth | Atlético de Madrid      | 35 000 | 2024-25 |
| Pau Torres        | Aston Villa F. C.       | 34 000 | 2023-24 |
| Thierno Barry     | Everton F. C.           | 33 000 | 2025-26 |
| Rodri Hernández   | Atlético de Madrid      | 32 000 | 2018-19 |
| Pablo Fornals     | West Ham United F. C.   | 28 000 | 2019-20 |
| Filip Jörgensen   | Chelsea F. C.           | 25 000 | 2024-25 |

### Jugadores

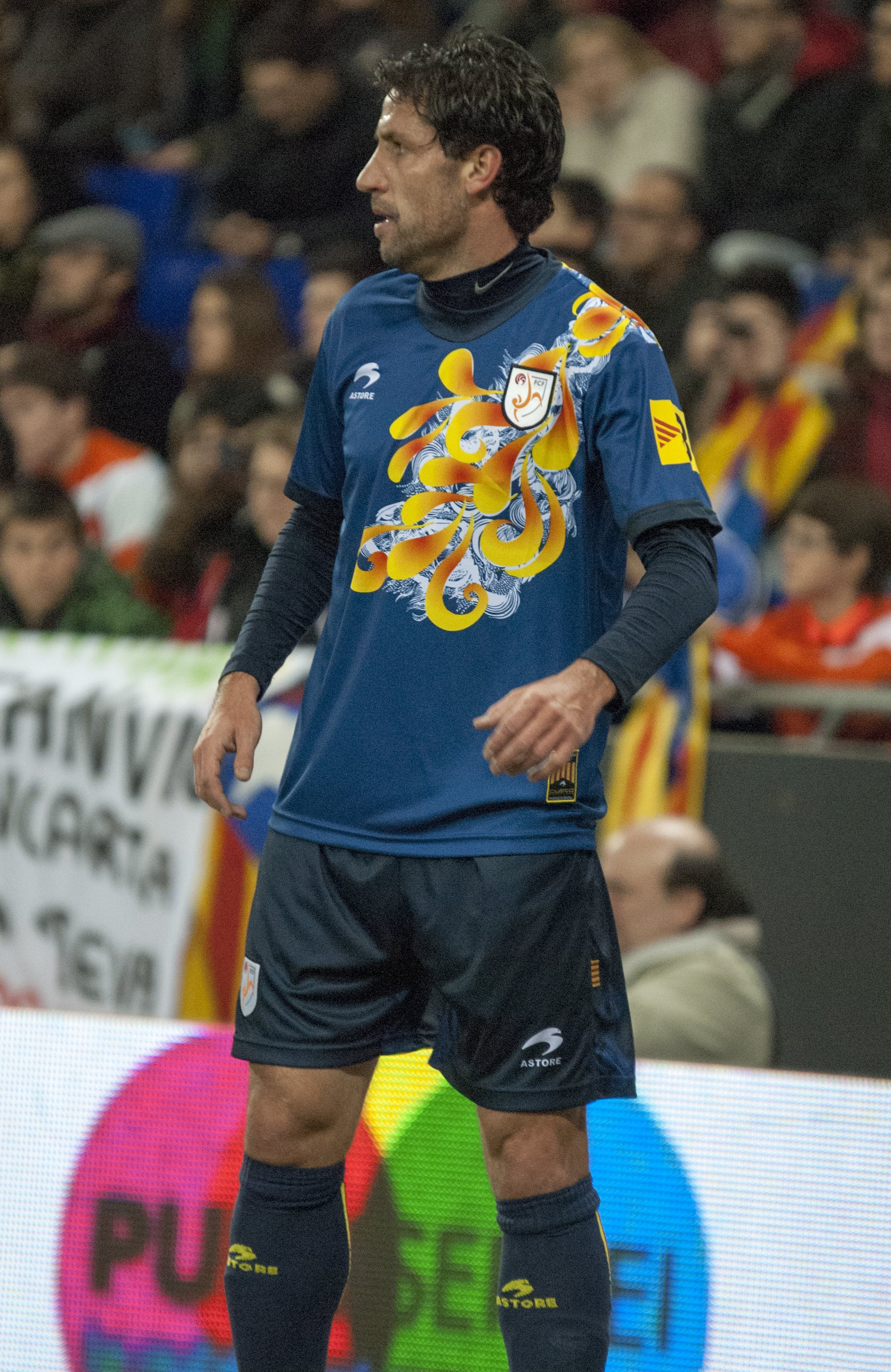
Joan Capdevila se proclamó campeón del mundo en 2010 siendo jugador del Villarreal.

En el Mundial 2006, un jugador del Villarreal fue seleccionado para el equipo nacional de España: el centrocampista de origen brasileño Marcos Senna. Por la selección mexicana, el delantero de origen argentino Guillermo Franco fue convocado. El equipo argentino incluía a los jugadores del Villarreal Juan Pablo Sorín y Juan Román Riquelme.
Para la Eurocopa 2008, el Villarreal contribuyó con tres jugadores del equipo de España, que ganó el torneo: a Marcos Senna se unió el extremo Santi Cazorla y el zaguero Joan Capdevila. El otro jugador del Villarreal en dicha competición fue Nihat Kahveci, delantero de Turquía, que logró llegar a las semifinales.
En el Mundial 2010 (que representó otro triunfo para España), solo Capdevila mantuvo su lugar en el escuadrón de dos años antes. El defensor central Diego Godín jugó para Uruguay, que terminó finalmente en cuarta posición. El delantero Nilmar fue convocado por la selección de Brasil, que alcanzó los cuartos de final. El mejor jugador del torneo y anotador del Mejor Gol fue Diego Forlán, otro uruguayo, que jugó para el Villarreral entre 2004 y 2007 antes de incorporarse al Atlético de Madrid, donde estaba empleado en el momento del torneo.
En el Mundial 2014, los únicos jugadores del Villarreal que representaron a su selección nacional fueron los mexicanos Giovani dos Santos y Javier Aquino.
Para la Eurocopa 2016, el capitán Bruno Soriano fue convocado para la selección de España.
En el Mundial 2018, el Villarreal contó con cuatro jugadores: Denis Cheryshev (Rusia), Antonio Rukavina (Serbia), Carlos Bacca (Colombia) y Salem Al-Dawsari (Arabia Saudita). Otro jugador del club que participó en este torneo fue el senegalés Alfred N'Diaye, quien ese año jugó cedido con el Wolverhampton.

### Más presencias en el club
Actualizado a fecha 31/07/2025
| #    | Nombre               | Partidos |
| ---- | -------------------- | -------- |
| 1.°  | Manu Trigueros       | 477      |
| 2.°  | Bruno Soriano        | 425      |
| 3.°  | Mario Gaspar         | 423      |
| 4.°  | Marcos Senna         | 360      |
| 5.°  | Santi Cazorla        | 330      |
| 6.°  | Cani                 | 327      |
| 7.°  | Gerard Moreno        | 297      |
| 8.°  | Rodolfo Arruabarrena | 278      |
| 9.°  | Jaume Costa          | 268      |
| 10.° | Sergio Asenjo        | 258      |

### Máximos goleadores
Actualizado a fecha 31/07/2025
| #    | Nombre              | Goles |
| ---- | ------------------- | ----- |
| 1.°  | Gerard Moreno       | 120   |
| 2.°  | Giuseppe Rossi      | 82    |
| 3.°  | Diego Forlán        | 59    |
| 4.°  | Santi Cazorla       | 57    |
| 5.°  | Cédric Bakambu      | 47    |
| 6.°  | Juan Román Riquelme | 45    |
| 7.°  | Carlos Bacca        | 43    |
| 8.°  | Víctor Fernández    | 42    |
| 9.°  | Manu Trigueros      | 38    |
| 10.° | Samu Chukwueze      | 37    |

### Máximos asistentes
Actualizado a fecha 31/07/2025
| #    | Nombre              | Asistencias |
| ---- | ------------------- | ----------- |
| 1.°  | Santi Cazorla       | 57          |
| 2.°  | Juan Román Riquelme | 52          |
| 3.°  | Gerard Moreno       | 49          |
| 4.°  | Álex Baena          | 40          |
| 5.°  | Cani                | 39          |
| 6.°  | Manu Trigueros      | 38          |
| 7.°  | Dani Parejo         | 35          |
| 8.°  | Samu Chukwueze      | 28          |
| 9.°  | Mario Gaspar        | 26          |
| 10.° | Giuseppe Rossi      | 25          |

## Jugadores campeones con su selección
- Copa Mundial de Fútbol (3):

 Joan Capdevila — 2010
 Gerónimo Rulli — 2022
 Juan Foyth — 2022
- Juegos Olímpicos (4):

 Álex Baena  Oro (2024)
 Unai Vergara  Plata (2000)
 Pau Torres  Plata (2020)
 Ilias Akhomach  Bronce (2024)
- Eurocopa (4):

 Joan Capdevila — 2008
 Marcos Senna — 2008
 Santi Cazorla — 2008
 Álex Baena — 2024
- Copa Africana de Naciones (2):

 Ikechukwu Uche — 2013
 Boulaye Dia — 2021
- Liga de las Naciones de la UEFA (1):

 Yeremi Pino — 2023
- Copa de Campeones Conmebol-UEFA (3):

 Gerónimo Rulli — 2022
 Juan Foyth — 2022
 Giovani Lo Celso — 2022